# Hérouville-Saint-Clair
Hérouville-Saint-Clair est une commune française située dans le département du Calvados en région Normandie, peuplée de 22 473 habitants (les Hérouvillais).
Village en périphérie de Caen nommé Hérouville jusqu'en 1957, il accueille sur son territoire dans les années 1960 la construction d'une ville nouvelle, entraînant la multiplication par 13 en vingt ans de sa population, devenant à la fin du XXe siècle la seconde ville du département, rang disputé avec Lisieux à la suite du tassement de la démographie lors des années 2000.

## Géographie

### Situation
Hérouville se trouve au nord-est de Caen. Elle est à 12 km de la mer. Le territoire couvre 1 064 hectares.

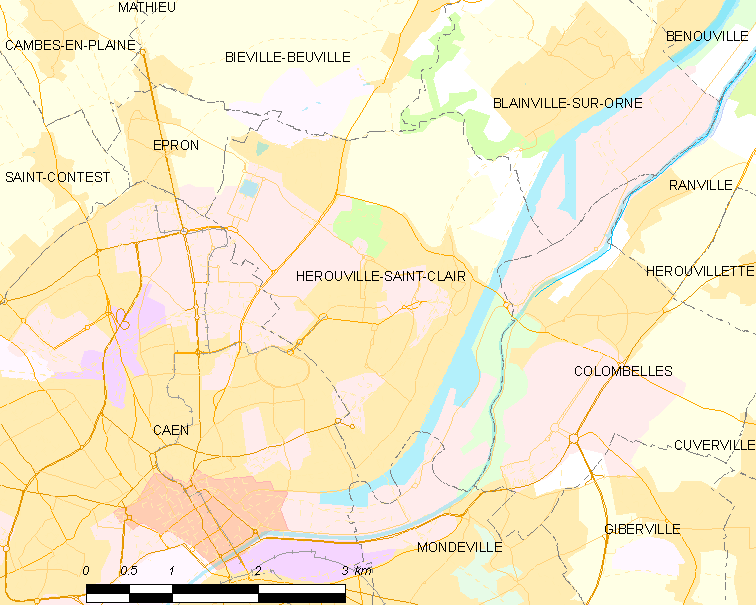
Carte de la commune.

| Épron | Biéville-Beuville      | Blainville-sur-Orne |
| Caen  | Hérouville-Saint-Clair | Colombelles         |
| Caen  | Mondeville             | Colombelles         |

### Hydrographie
La commune est située dans le bassin de l'Orne, au sein du bassin Seine-Normandie. Elle est drainée par l'Orne, le Dan, le canal de Caen à la Mer et le Petit Dan,,. Les hauteurs se situent à l'ouest, entre la zone de la Sphère et la Haute-Folie. Les points les plus bas correspondent au canal et à la sortie de l'Orne du territoire. L'altitude varie de 1 à 70 mètres.
L'Orne, d'une longueur de 170 km, borde le territoire à l'est. Elle prend sa source dans la commune d'Aunou-sur-Orne et se jette  dans l'embouchure de l'Orne à Merville-Franceville-Plage, après avoir traversé 60 communes.
Le Dan, d'une longueur de 20 km, prend sa source dans la commune d'Anisy et se jette  dans le canal de Caen à la mer à Blainville-sur-Orne, après avoir traversé huit communes.
Le canal de Caen à la mer, un canal, chenal navigable d'une longueur de 14 km, prend sa source dans la commune de Caen et se jette  dans l'embouchure de l'Orne à Ouistreham, après avoir traversé six communes.

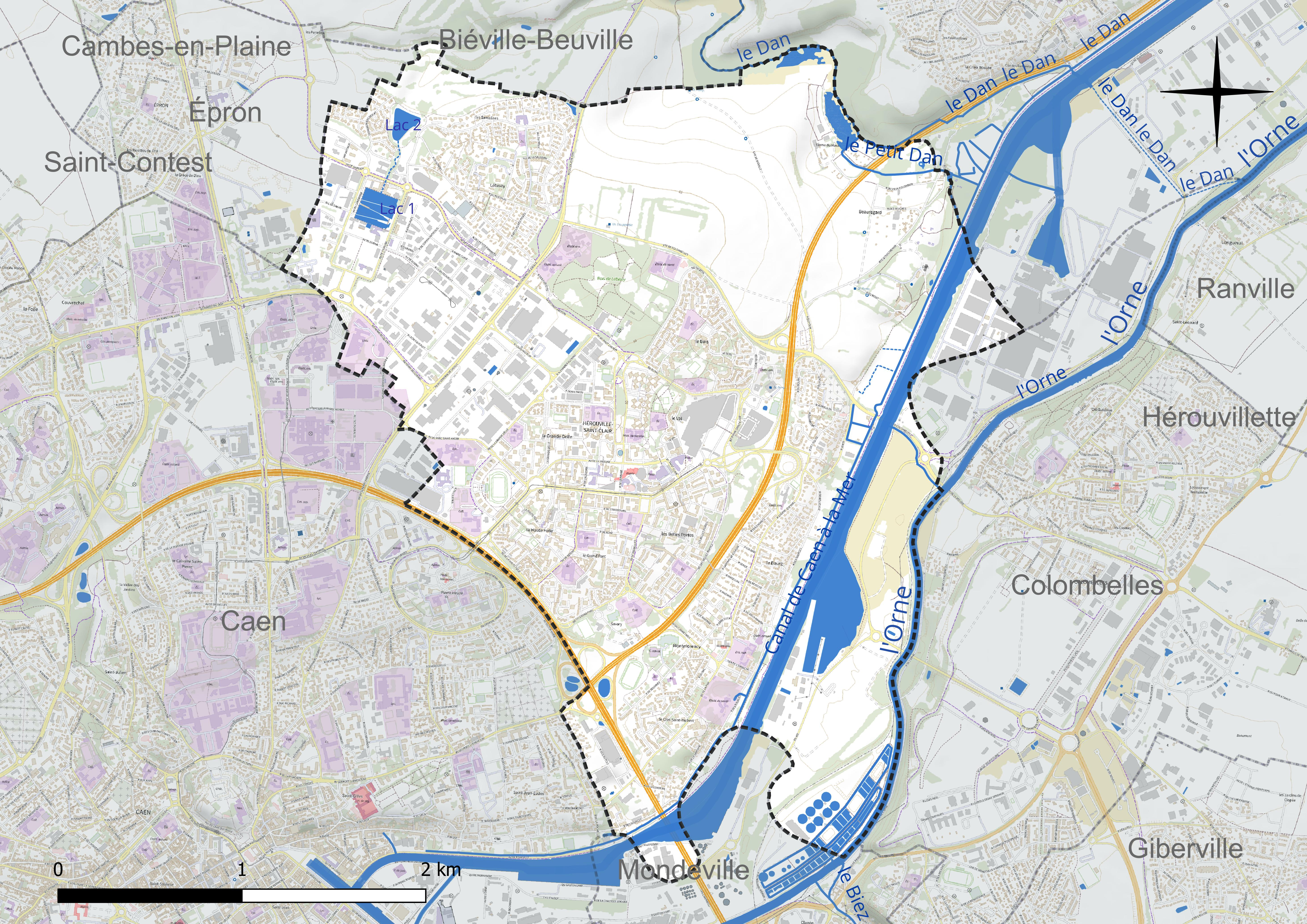
Réseau hydrographique d'Hérouville-Saint-Clair.

Deux plans d'eau complètent le réseau hydrographique : le lac 1 (3 ha) et le lac 2 (1,5 ha),.

### Climat
Pour des articles plus généraux, voir Climat de la Normandie et Climat du Calvados.
En 2010, le climat de la commune est de type climat océanique altéré, selon une étude du CNRS s'appuyant sur une série de données couvrant la période 1971-2000. En 2020, Météo-France publie une typologie des climats de la France métropolitaine dans laquelle la commune est exposée à un climat océanique et est dans la région climatique Normandie (Cotentin, Orne), caractérisée par une pluviométrie relativement élevée (850 mm/a) et un été frais (15,5 °C) et venté. Parallèlement le GIEC normand, un groupe régional d'experts sur le climat, différencie quant à lui, dans une étude de 2020, trois grands types de climats pour la région Normandie, nuancés à une échelle plus fine par les facteurs géographiques locaux. La commune est, selon ce zonage, exposée à un « climat des plateaux abrités », correspondant à la plaine agricole de Caen à Falaise, sous le vent des collines de Normandie et proche de la mer, se caractérisant par une pluviométrie et des contraintes thermiques modérées.
Pour la période 1971-2000, la température annuelle moyenne est de 10,7 °C, avec  une amplitude thermique annuelle de 12 °C. Le cumul annuel moyen de précipitations est de 680 mm, avec 11,5 jours de précipitations en janvier et 7,1 jours en juillet. Pour la période 1991-2020, la température moyenne annuelle observée sur la station météorologique la plus proche, située sur la commune de Carpiquet à 9 km à vol d'oiseau, est de 11,5 °C et le cumul annuel moyen de précipitations est de 740,3 mm,. Pour l'avenir, les paramètres climatiques de la commune estimés pour 2050 selon différents scénarios d'émission de gaz à effet de serre sont consultables sur un site dédié publié par Météo-France en novembre 2022.

### Voies de communication et transports

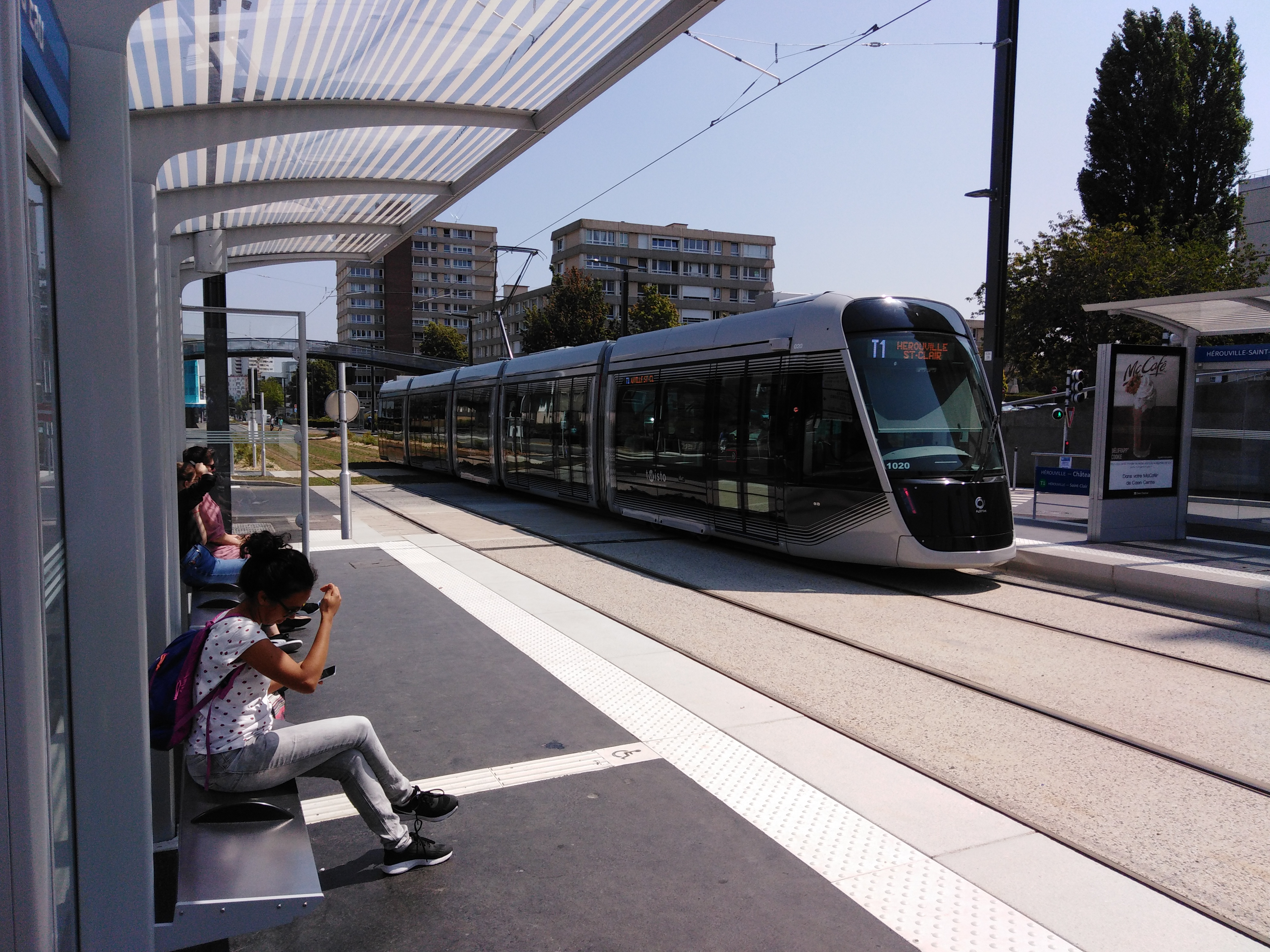
Tram à la station Château d'Eau.

La ville d'Hérouville est desservie par le réseau de transport en commun Twisto qui permet de se déplacer pour rejoindre la ville de Caen ainsi que d'autres villes aux alentours. De 2002 à 2017, la ligne B du tramway rejoignait le cœur d'Hérouville dont il est un des deux points d'accès, au quartier de la Grâce de Dieu de l'autre côté de Caen. En 2019, à l'issue des travaux de transformation, le tramway de Caen dessert la commune.
La ville est aussi desservie par le boulevard périphérique de Caen qui permet de se déplacer n'importe où dans l'agglomération caennaise en un minimum de temps. Elle peut accéder rapidement à l'autoroute A13 par l'intermédiaire du viaduc de Calix, vaste pont construit au début des années 1970 enjambant une portion de l'espace portuaire de Caen.
À l'est commence la D 515, 4 voies, qui permet de rejoindre la ville portuaire de Ouistreham en une dizaine de minutes.

## Toponymie

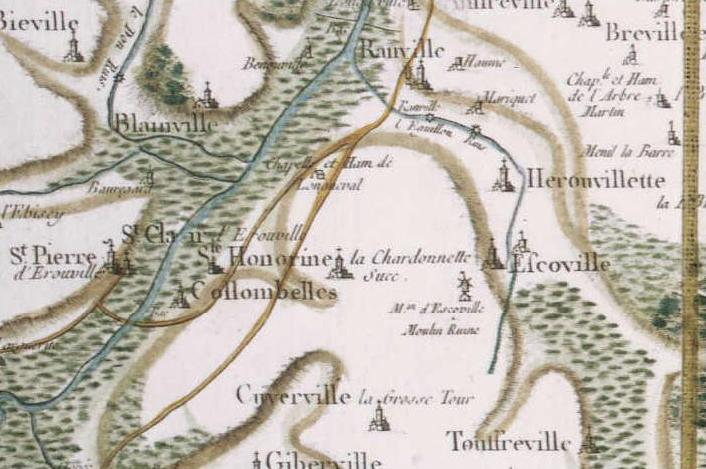
Les deux Hérouville Saint-Clair-d'(H)érouville et Saint-Pierre-d'(H)érouville sur la carte de Cassini (milieu du).

Le nom de la localité est attesté sous les formes Herulfi villa vers 1066, Herulfivilla en 1066 et 1083, Hetrutfivilla, Herolfivilla, Herolvilla ou Herovilla.
Il s'agit d'une formation toponymique médiévale en -ville au sens ancien de « domaine rural ». Le premier élément Hérou- représente, comme le montrent les formes anciennes régulières, le nom de personne germanique Herulf ou encore Hairulfus (comprendre Hairulf, sans la désinence latine des textes rédigés en latin médiéval). Herulf(us) se retrouve également dans Harfleur (Seine-Maritime, Harofloth en 1025 ; Herolfluoth en 1035), associé à l'appellatif -fleu(r) issu probablement du vieil anglais flēot ( > anglais fleet) « cours d'eau, bras de mer ».
Ce prénom devenu patronymique sous les formes Hérouf, jadis uniquement attesté en Basse-Normandie, et ailleurs en Normandie Harou, Hérout et Héroult, bien que certains d'entre-eux remontent à Hairold(us) / Harold, comme dans Bois-Héroult (Seine-Maritime, Bosco Heroldi 1203).
Remarque : ces auteurs ne proposent pas le nom de personne vieux norrois HærulfR (vieux danois Herulf) alors qu'il est semblable, et que Hérouville se situe dans la zone de diffusion de la toponymie scandinave cf. la commune contiguë de Mondeville désignée Amundi villa en 990 et qui contient sans ambiguïté le nom de personne norrois Ámundi.
L'homonymie apparente avec Hérouville-en-Vexin (Île-de-France) est peut-être fortuite et se limite dans ce cas à une simple homophonie.
Il existait jadis une distinction entre les paroisses de Saint-Clair-d'Hérouville et Saint-Pierre-d'Hérouville (voir carte de Cassini). Cependant, la dédicace à saint Clair des deux églises paroissiales est identique.
Hérouville devient Hérouville-Saint-Clair le 13 avril 1957.
L'église Saint-Clair d'Hérouville-Saint-Clair est dédiée à Clair de Normandie, ermite dans le Bocage normand au IXe siècle avant de trouver refuge dans le Vexin.
Le Code officiel géographique considère que le H est muet.

## Histoire

### De l'Antiquité au Moyen Âge

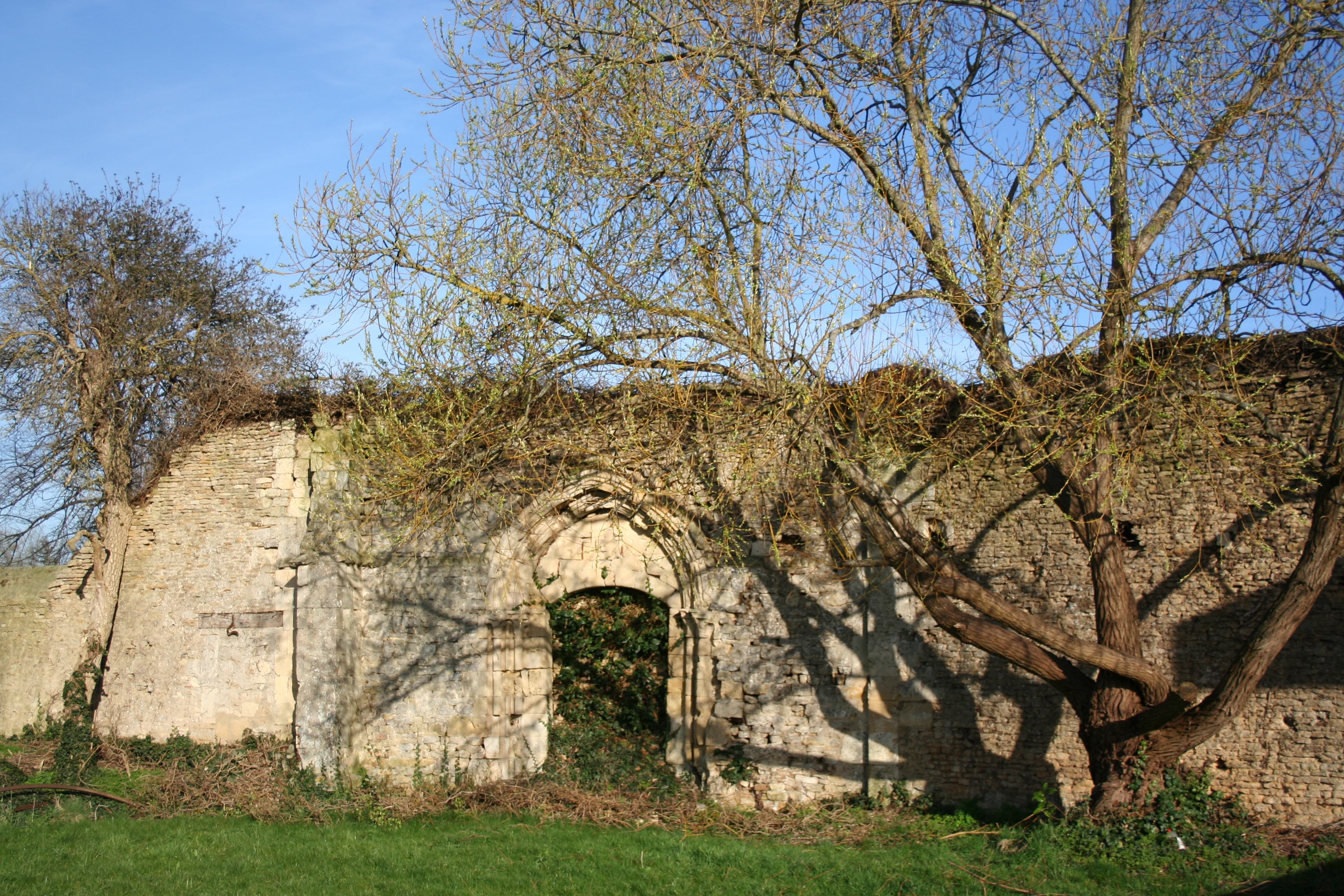
Vestiges de la chapelle Saint-Vincent, Lébisey.

Il faut souligner la pauvreté de la recherche archéologique sur le site de la commune à l'époque de son expansion, qui a entraîné l'absence quasi totale de recherches archéologiques sur deux sites d'occupation (au sens archéologique) gallo-romaine qui auraient pu s'avérer prometteurs :
- villa de Lébisey : une découverte vraisemblablement fortuite d'un bâtiment d'environ 800 m2 a eu lieu en 1835 par un membre de la société des antiquaires de Normandie, M. de Magneville, à proximité du bois de Lébisey[26],[27]. L'inventeur découvrit sur le site "beaucoup de fragments de briques et de tuiles à rebords"[28].
- villa de La Grande Delle : lors des travaux de construction des bâtiments d'habitation en 1965 a été dégagée une villa. Les travaux étaient bien avancés lors de la mise en place de fouilles de sauvetage, et c'est dans une zone à demi-bâtie qu'ont pu être dégagés un certain nombre de vestiges[29]. Cinq dépotoirs gallo-romains furent retrouvés, avec des éléments de céramiques ordinaires ou sigillées, débris alimentaires divers et monnaies permettant une datation large du site de Domitien à Constantin. Fut découvert à proximité un sarcophage romain, vidé avant l'arrivée des archéologues[30].

L'histoire de l'occupation du site d'Hérouville est donc très mal connue.
Il faut signaler en outre les découvertes de deux haches de pierre polie, de l'époque néolithique mais étudiées hors contexte archéologique et donc difficilement exploitables. En outre, des bateaux d'époque gallo-romaine furent trouvés au XIXe siècle dans l'Orne qui longe la commune.
Le bourg naît au haut Moyen Âge sur les ruines romaines. Des sépultures mérovingiennes furent fouillées en 1963 autour de l'ancienne église.

### Époque moderne et contemporaine

#### Époque moderne

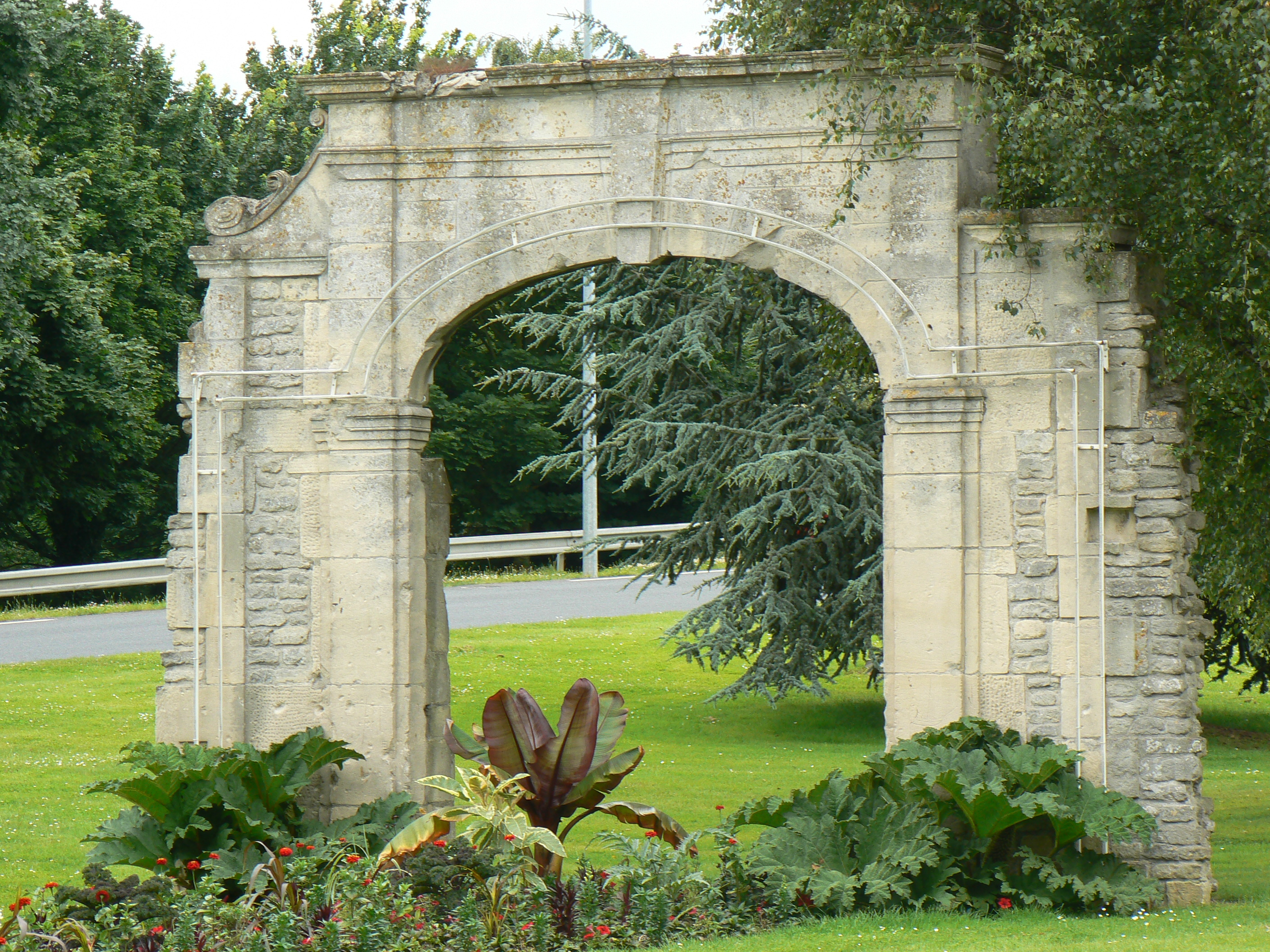
Vestiges du clos de la delle du Mont.

Les malheurs frappent la commune à l'époque moderne : les temps de la Réforme voient le site dévasté, en particulier les édifices religieux. De même au XVIIe siècle ce sont les épidémies qui frappent Lébisey. La seigneurie passe d'un dénommé Pierre marquis d'Hérouville et de la Rivière (décédé en 1670) à Jean-Baptiste Colbert.
La seigneurie passe de la famille de Colbert à celle très ancienne des Montmorency par mariage.
Le 30 décembre 1775 à 10h34, un séisme frappe la région caennaise. La tour de l'église d'Hérouville est endommagée et une maison s'écroule.

#### De la Révolution française à la fin duXIXesiècle
La commune est née en 1793 de la fusion de trois paroisses :
- Saint-Clair-d'Érouville ;
- Saint-Pierre-d'Érouville dont l'église est détruite vers 1794[35] ;
- Saint-Ursin d'Éperon.

À cette date, on recensait à Hérouville 553 habitants. Tout au long du XIXe siècle, ce chiffre reste relativement stable ; la croissance démographique reste comprise dans une fourchette allant de 465 habitants au minimum en 1800 à 662 au maximum en 1862.

### Histoire récente

#### Démographie et indicateurs sociaux
La population augmente très légèrement à partir des années 1920-1930. Mais c'est à partir des années 1960 que la population explose véritablement : 1 784 habitants en 1962, 9 041 en 1968 et 23 712 en 1975. Ce chiffre a peu varié depuis 1975.
Dans les années 1950-1960, la population de Caen et de son agglomération est marquée par un des plus forts taux de croissance de France. Afin de faire face à cet accroissement de la population, le plan d'urbanisme directeur de l'agglomération caennaise, élaboré en 1959 et approuvé en novembre 1965, prévoit donc la création de nouveaux quartiers en périphérie du centre historique. La zone à urbaniser en priorité d'Hérouville-Saint-Clair est officiellement créée le 19 octobre 1960 en même temps que celles de la Pierre Heuzé et du Chemin vert à Caen.
Simple village au début des années 1960, la commune est donc devenue la plus importante banlieue de Caen et la deuxième commune la plus peuplée du Calvados. Cette croissance est en particulier due à l'arrivée de nombreuses familles immigrées d'Afrique du Nord, d'Afrique noire ou d'Europe du Sud. Ce caractère pluriculturel forge l'identité de la ville, renforcée par un tissu associatif important et dynamique.
Économiquement, la commune possède des indicateurs sociaux qui peuvent inquiéter, avec en particulier un très fort taux de chômage des jeunes, et de même dans la population adulte, ayant pris de front les désastres économiques successifs de l'agglomération caennaise (SMN, Moulinex).

#### Histoire politique récente

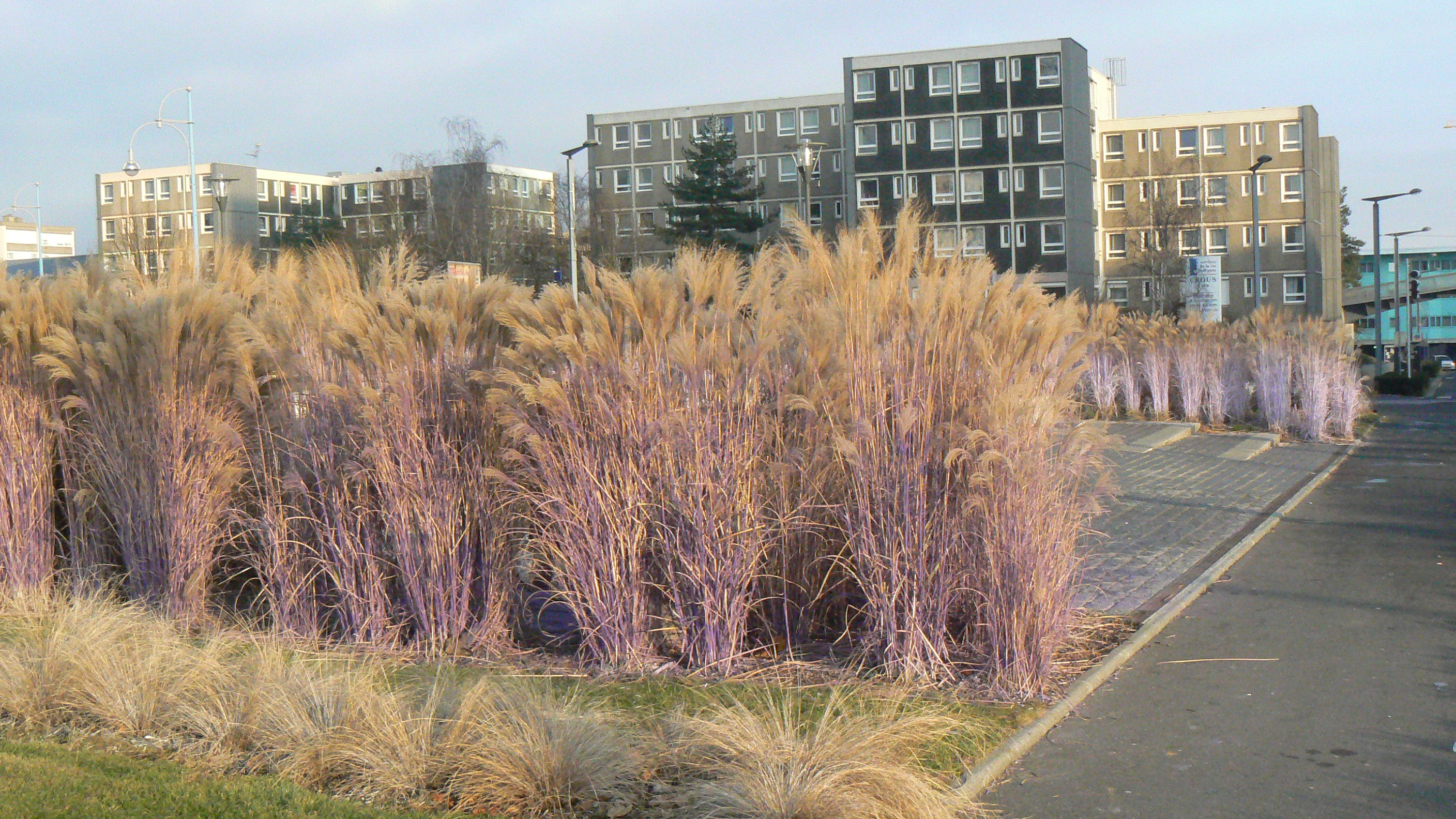
Entrée de ville et la résidence universitaire Jean-Grémillon, 2007.

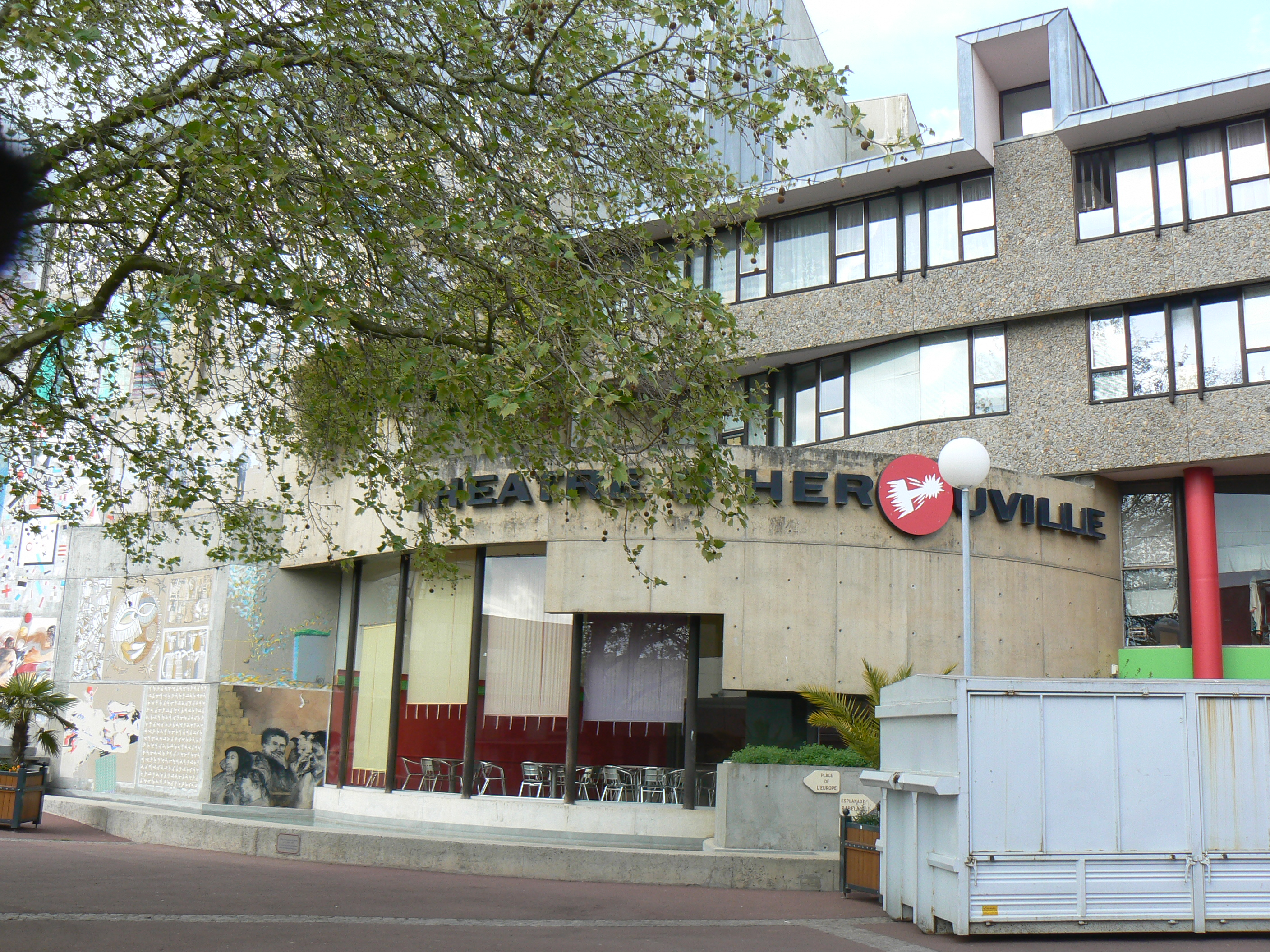
Théâtre d'Hérouville.

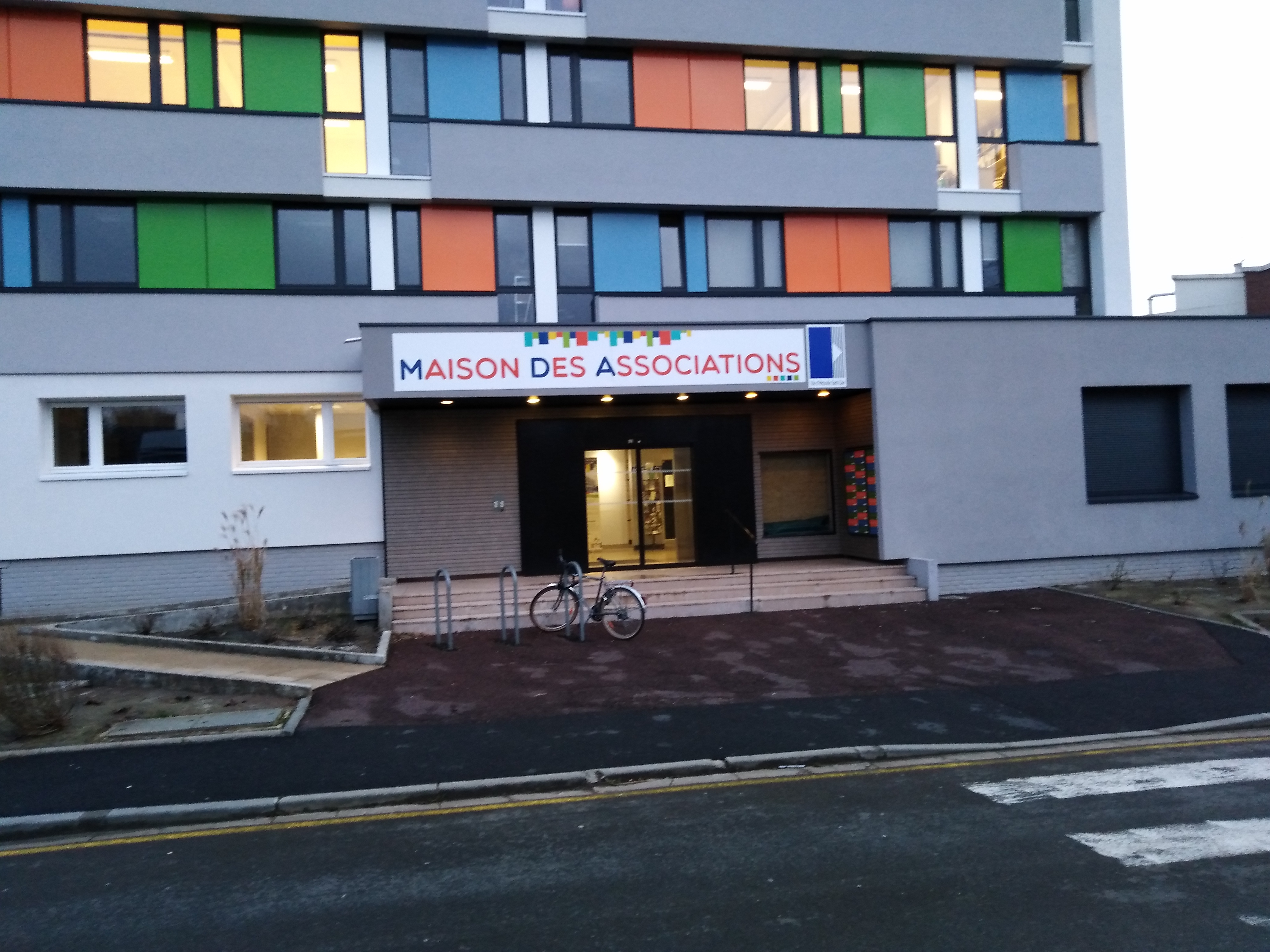
Maison des Associations.

De 1971 à 2001, François Geindre est le maire de la commune. Il tente de faire perdre à la ville son image de ville-dortoir en la dotant d'équipements culturels (cinéma, théâtre…) ainsi que des fonctions administratives de niveau départemental et régional (inspection d'académie, direction du travail de l'emploi et de la formation permanente, direction régionale de l'environnement et de la recherche…) et en s'efforçant d'attirer des commerces. Son objectif durant cette période est de 
« Faire d'Hérouville une vraie ville, c'est, à partir d'une ZUP des années 1960, introduire la complexité dans ses fonctions, introduire la diversité dans ses activités, retrouver le beau, l'art, la rencontre, la tendresse. C'est savoir où se donner rendez-vous dans la ville. C'est pour les Hérouvillais, non seulement aimer leur ville, mais en être fiers. »
En 1987 est inaugurée la « Citadelle Douce », le centre-ville, dans lequel il installe la mairie et quelques commerces. La même année est inaugurée l'installation de l'inspection académique du Calvados dans les locaux bâtis sur un terrain acquis par la municipalité et destiné initialement à accueillir le Rectorat. La dernière installation d'une administration importante a été celle des directions départementale et régionale du travail.
Si, durant les cinq mandats de François Geindre, certains ont pu l'accuser d'une certaine propension à la mégalomanie (en particulier le projet démesuré de construire une tour de cent mètres au cœur de la ville, qui n'était en fait qu'un exercice de réflexion sur la fabrication de la ville, exercice partagé avec quatre grands architectes européens), on pourra surtout mettre l'accent sur l'énorme travail d'intégration des nombreuses ethnies de la ville.
Le dernier mandat fut néanmoins assombri par des problèmes en particulier avec la chambre régionale des comptes, dans l'affaire de la distribution trop large de subventions aux nombreuses associations de la ville, et aussi dans l'affaire de « la ligne » : une ligne de carrés de verre qui traverse la ville, idée basée sur un trait d'union, dans lequel chaque habitant devait déposer un objet caractéristique de son époque. Cela a été un semi-échec, bien que plus de 14 000 objets aient été déposés, les difficultés matérielles de réalisation ainsi que l'abandon en 2001 de l'entretien de la « ligne » conduisirent à la désaffectation et à la détérioration de ce projet participatif. Par ailleurs, compte tenu de la particularité du projet, la chambre régionale des comptes a estimé que les procédures de marchés n'avaient pas été suffisamment respectées. Dans la durée, cet élément architectural a fait l'objet de dégradations sévères, tout d'abord réparées soigneusement (mais à coût prohibitif) mais depuis les carrés dégradés sont remplis uniquement de simple béton dégrossi…

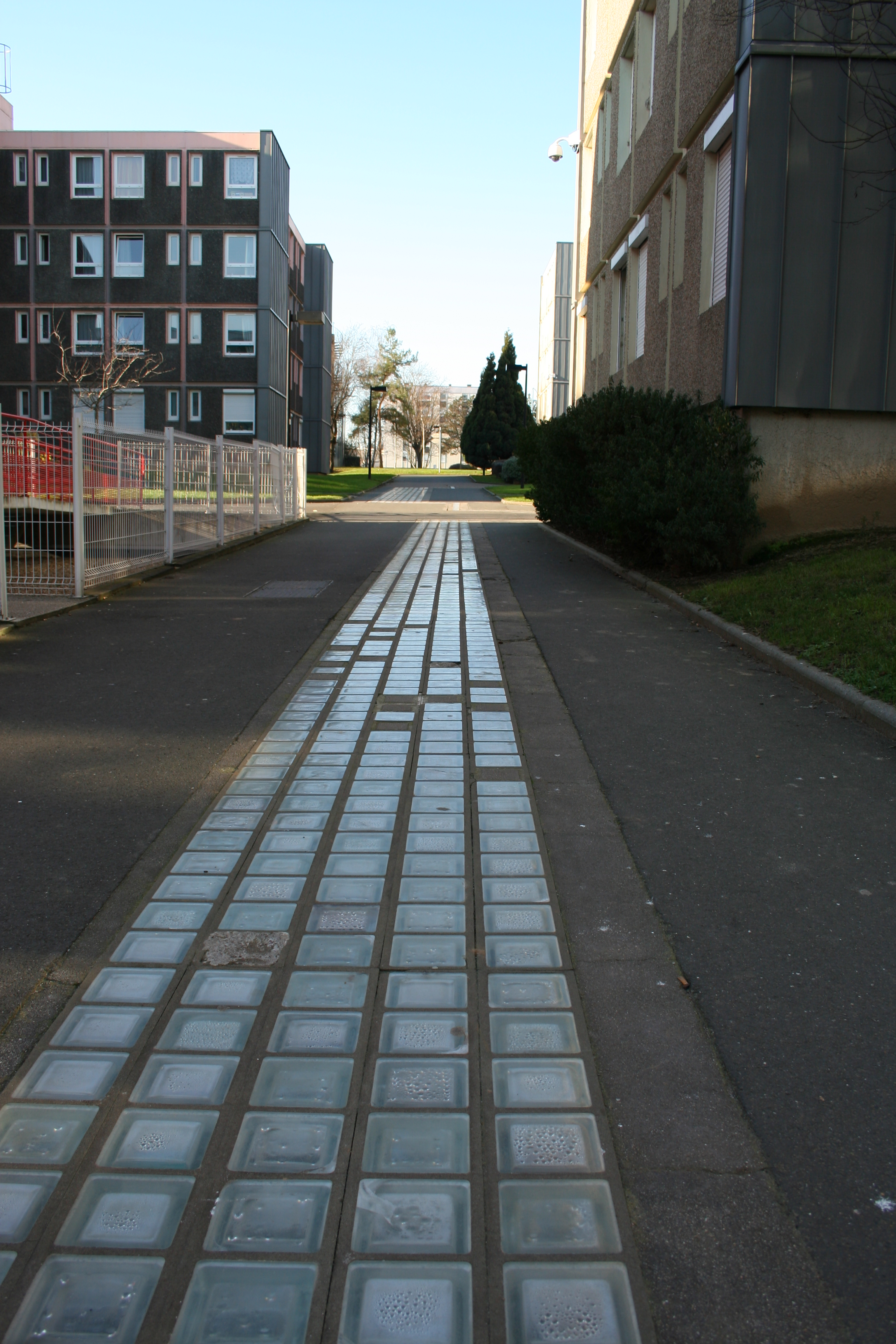
la Ligne à proximité de la cité universitaire Jean-Grémillon.

En 2001, à la suite de la décision de François Geindre de ne pas solliciter le suffrage des électeurs, la liste PS menée par Jangui Le Carpentier, qui fut longtemps son premier adjoint, dut faire face au second tour à une triangulaire avec une liste MRC menée par Serge Lézement et une liste « apolitique » menée par Rodolphe Thomas. Dans cette configuration, ce fut à Rodolphe Thomas de présider aux destinées de la ville.
En mars 2008, le maire est réélu dès le premier tour avec plus de 53 % des suffrages, sur sa liste « Fiers d'être Hérouvillais », mettant en avant son programme de rénovation urbaine, et des éléments programmatiques populaires (gratuité des cantines scolaires pour les familles nécessiteuses), la défaite étant sévère pour la liste PS menée par Emmanuel Renard, conseiller général du canton de Caen-5. Le 23 mars 2014, la liste du maire est à nouveau élue dès le premier tour avec une majorité encore plus grande, 63,83 % des suffrages, et un taux d'abstention de 39,49 %.

## Population

### Évolution démographique
L'évolution du nombre d'habitants est connue à travers les recensements de la population effectués dans la commune depuis 1793. Pour les communes de plus de 10 000 habitants les recensements ont lieu chaque année à la suite d'une enquête par sondage auprès d'un échantillon d'adresses représentant 8 % de leurs logements, contrairement aux autres communes qui ont un recensement réel tous les cinq ans,.
En 2022, la commune comptait 22 473 habitants, en évolution de −1 % par rapport à 2016 (Calvados : +1,58 %, France hors Mayotte : +2,11 %).
Le maximum de la population a été atteint en 1990 avec 24 795 habitants.
| 1793 | 1800 | 1806 | 1821 | 1831 | 1836 | 1841 | 1846 | 1851 |
| ---- | ---- | ---- | ---- | ---- | ---- | ---- | ---- | ---- |
| 553  | 465  | 560  | 621  | 591  | 636  | 662  | 618  | 569  |

| 1856 | 1861 | 1866 | 1872 | 1876 | 1881 | 1886 | 1891 | 1896 |
| ---- | ---- | ---- | ---- | ---- | ---- | ---- | ---- | ---- |
| 630  | 559  | 591  | 596  | 595  | 511  | 560  | 630  | 608  |

| 1901 | 1906 | 1911 | 1921 | 1926 | 1931 | 1936 | 1946 | 1954  |
| ---- | ---- | ---- | ---- | ---- | ---- | ---- | ---- | ----- |
| 658  | 629  | 563  | 672  | 864  | 939  | 896  | 957  | 1 358 |

| 1962  | 1968  | 1975   | 1982   | 1990   | 1999   | 2006   | 2011   | 2016   |
| ----- | ----- | ------ | ------ | ------ | ------ | ------ | ------ | ------ |
| 1 784 | 9 041 | 23 712 | 24 298 | 24 795 | 24 025 | 22 766 | 21 360 | 22 701 |

| 2021   | 2022   | - | - | - | - | - | - | - |
| ------ | ------ | - | - | - | - | - | - | - |
| 22 227 | 22 473 | - | - | - | - | - | - | - |

### Pyramide des âges
La population de la commune est relativement jeune.
En 2018, le taux de personnes d'un âge inférieur à 30 ans s'élève à 43,8 %, soit au-dessus de la moyenne départementale (35,2 %). À l'inverse, le taux de personnes d'âge supérieur à 60 ans est de 22,1 % la même année, alors qu'il est de 27,9 % au niveau départemental.
En 2018, la commune comptait 10 508 hommes pour 12 130 femmes, soit un taux de 53,58 % de femmes, légèrement supérieur au taux départemental (51,95 %).
Les pyramides des âges de la commune et du département s'établissent comme suit.
| Hommes | Classe d’âge | Femmes |
| ------ | ------------ | ------ |
| 0,3    | 90 ou +      | 1,1    |
| 4,7    | 75-89 ans    | 8,3    |
| 12,5   | 60-74 ans    | 16,6   |
| 15,3   | 45-59 ans    | 16,2   |
| 20,2   | 30-44 ans    | 16,7   |
| 27,0   | 15-29 ans    | 24,9   |
| 20,0   | 0-14 ans     | 16,1   |

| Hommes | Classe d’âge | Femmes |
| ------ | ------------ | ------ |
| 0,8    | 90 ou +      | 2,1    |
| 7,2    | 75-89 ans    | 10,2   |
| 18,1   | 60-74 ans    | 19,3   |
| 19,4   | 45-59 ans    | 18,9   |
| 17,8   | 30-44 ans    | 16,9   |
| 19     | 15-29 ans    | 17,1   |
| 17,7   | 0-14 ans     | 15,5   |

## Économie

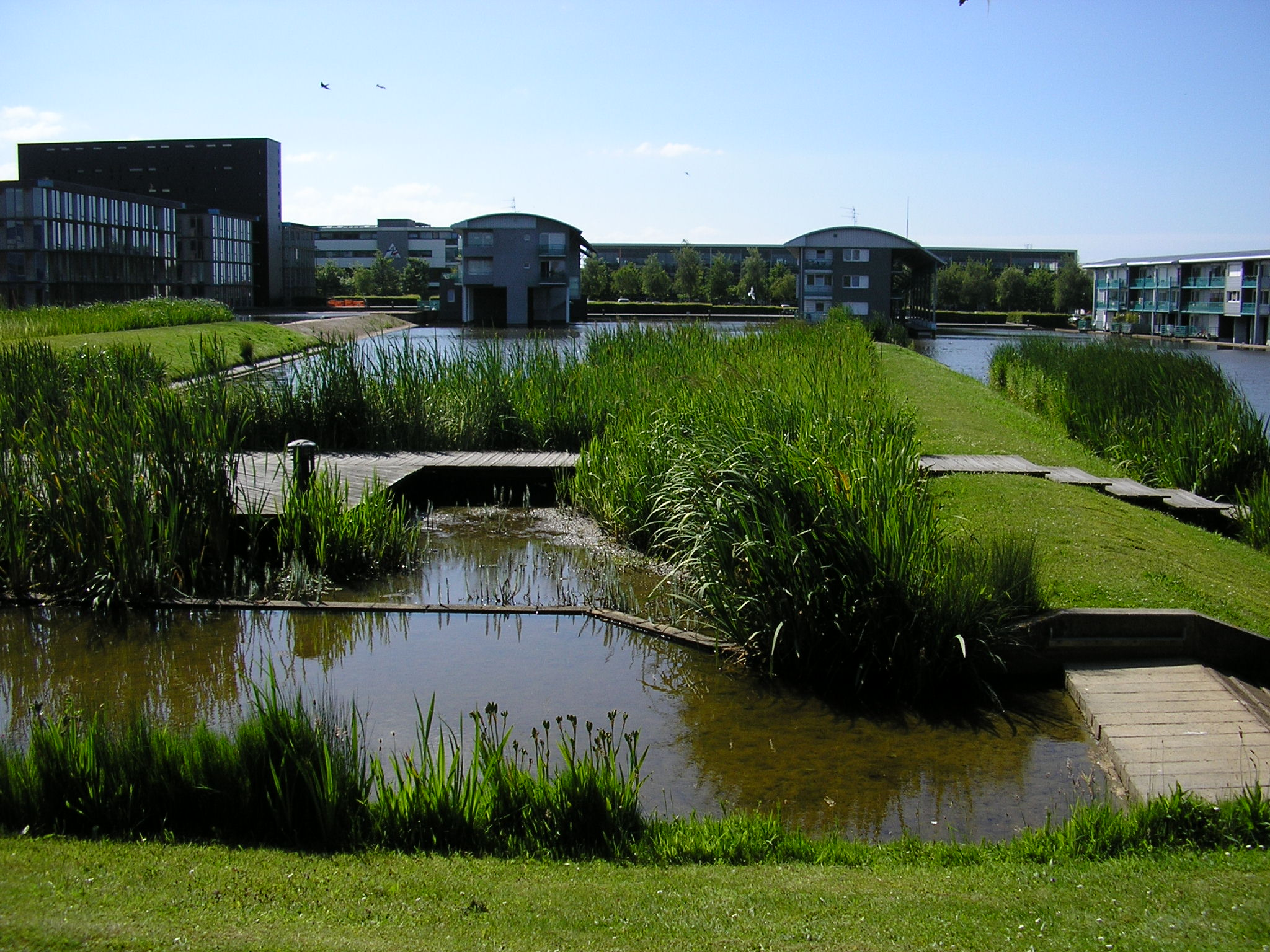
Vue du CITIS.

La superficie de la commune a permis l'implantation d'une zone industrielle conséquente, pourvoyeuse d'emplois et de taxe professionnelle. Le CITIS, une vaste zone de bureaux, a été créée au bord d'un lac artificiel et compte des immeubles très modernes. Il y a des entreprises du CITIS en construction, en continuité du grand cabinet Gilbert, près d'Épron, mais dans le territoire hérouvillais.

### Industrie
Une petite zone industrielle a été créée près du Big Band Café (route de Caen). Elle est appelée « zone artisanale » et compte quelques usines et magasins. Un hypermarché Carrefour (le second plus grand du département derrière celui de Mondeville) se trouve près de cette zone.

### Services
Quelques entreprises de service ont leur siège et une partie de leur activité sur cette commune, dont l'entreprise Legallais,.

### Médias
- Cityzen TV, devenue Normandie TV, jusqu'en 2015
- Radio 666 (99,1)
- TSF 98 (98,0)

## Politique et administration

### Tendances politiques et résultats
Candidats ou listes ayant obtenu plus 5 % des suffrages exprimés lors des dernières élections politiquement significatives :
- Européennes 2014[46] (39,44 % de votants) : PS-PRG (Gilles Pargneaux) 17,84 %, UDI - MoDem (Dominique Riquet) 17,00 %, FN (Marine Le Pen) 16,76 %, EÉLV (Karima Delli) 15,82 %, UMP (Jérôme Lavrilleux) 10,04 %, FG (Jacky Hénin) 7,57 %, ND (Arthur Devriendt) 5,08 %.
- Législatives 2012[47] :
  - 1er tour (56,87 % de votants) : Laurence Dumont (PS) 43,89 %, Rodolphe Thomas (MoDem) 35,02 %, Gérard Leneveu (FG) 6,16 %.
  - 2e tour (56,30 % de votants) : Laurence Dumont (PS) 57,06 %, Rodolphe Thomas (MoDem) 42,94 %.
- Présidentielle 2012[48] :
  - 1er tour (78,71 % de votants) : François Hollande (PS) 41,27 %, Jean-Luc Mélenchon (FG) 15,74 %, Nicolas Sarkozy (UMP) 14,00 %, François Bayrou (MoDem) 12,02 %, Marine Le Pen (FN) 10,58 %.
  - 2e tour (79,31 % de votants) : François Hollande (PS) 72,28 %, Nicolas Sarkozy (UMP) 27,72 %.
- Européennes 2009[49] (37,68 % de votants) : LV (Hélène Flautre) 22,77 %, PS (Gilles Pargneaux) 19,68 %, Centre-MoDem (Corinne Lepage) 16,52 %, Majorité présidentielle (Dominique Riquet) 12,65 %, Ext-G (Christine Poupin) 7,94 %, PCF-PG (Jacky Hénin) 6,05 %.

#### Récapitulatif de résultats électoraux récents
| Scrutin             | 1er tour | 1er tour | 1er tour | 1er tour | 1er tour | 1er tour | 1er tour | 1er tour | 1er tour | 1er tour | 1er tour | 1er tour | 2d tour        | 2d tour        | 2d tour        | 2d tour        | 2d tour        | 2d tour        | 2d tour        | 2d tour        | 2d tour        |
| Scrutin             | 1er      | 1er      | %        | 2e       | 2e       | %        | 3e       | 3e       | %        | 4e       | 4e       | %        | 1er            | 1er            | %              | 2e             | 2e             | %              | 3e             | 3e             | %              |
| ------------------- | -------- | -------- | -------- | -------- | -------- | -------- | -------- | -------- | -------- | -------- | -------- | -------- | -------------- | -------------- | -------------- | -------------- | -------------- | -------------- | -------------- | -------------- | -------------- |
| Municipales 2014    |          | MoDem    | 63,82    |          | PS       | 20,13    |          | DVG      | 12,57    |          | SE       | 3,46     | Pas de 2d tour | Pas de 2d tour | Pas de 2d tour | Pas de 2d tour | Pas de 2d tour | Pas de 2d tour | Pas de 2d tour | Pas de 2d tour | Pas de 2d tour |
| Européennes 2014    |          | PS       | 17,84    |          | UDI      | 17,00    |          | FN       | 16,76    |          | EELV     | 15,82    | Tour unique    | Tour unique    | Tour unique    | Tour unique    | Tour unique    | Tour unique    | Tour unique    | Tour unique    | Tour unique    |
| Régionales 2015     |          | UDI      | 35,38    |          | PS       | 26,92    |          | FN       | 12,49    |          | EELV     | 10,73    |                | PS             | 44,12          |                | UDI            | 43,35          |                | FN             | 12,53          |
| Présidentielle 2017 |          | LFI      | 30,79    |          | EM       | 26,36    |          | FN       | 13,37    |          | PS       | 10,94    |                | EM             | 77,90          |                | FN             | 22,10          | Pas de 3e      | Pas de 3e      | Pas de 3e      |
| Législatives 2017   |          | LREM     | 34,42    |          | PS       | 20,98    |          | FI       | 15,61    |          | FN       | 7,95     |                | PS             | 54,29          |                | LREM           | 45,71          | Pas de 3e      | Pas de 3e      | Pas de 3e      |
| Européennes 2019    |          | LREM     | 18,85    |          | RN       | 17,00    |          | EELV     | 17,00    |          | FI       | 9,18     | Tour unique    | Tour unique    | Tour unique    | Tour unique    | Tour unique    | Tour unique    | Tour unique    | Tour unique    | Tour unique    |

### Administration municipale
À la suite de l'élection municipale de 2020, le conseil municipal est composé de trente-cinq membres, dont le maire et ses dix adjoints. La majorité municipale, divers droite, regroupe vingt-neuf conseillers municipaux. L'opposition est représentée par six élus de deux listes : « Écologie - Démocratie - Solidarité : Le rassemblement citoyen pour Hérouville » (cinq élus) et « Hérouville en grand » (un).

### Autres structures politiques
En 1793, la commune d'Hérouville est incorporée au canton de Mondeville. En 1801, elle est intégrée au canton de Caen-Nord, puis à celui de Caen-Est en 1815. De 1982 à 2015, le territoire communal est partagé entre deux cantons :
- le canton d'Hérouville-Saint-Clair (Caen-5) (communément appelé « canton d'Hérouville-Saint-Clair ») comprenant la partie nord d'Hérouville ;
- le canton de Caen-6 (également appelé « canton de Caen-Hérouville » dans le langage courant)[60] comprenant la partie sud de la commune et une partie de Caen.

À la suite du redécoupage cantonal de 2014 prenant effet en 2015, Hérouville héberge le bureau centralisateur du canton d'Hérouville-Saint-Clair comprenant Hérouville et Colombelles.
En 1990 est créé, par extension du territoire du district urbain de Caen, le district du Grand Caen regroupant Caen, Hérouville et seize autres communes. Il est transformé en communauté d'agglomération en 2002, prenant le nom de Caen la Mer en 2004. Celle-ci regroupe depuis 2013 trente-cinq communes. Hérouville-Saint-Clair y est représenté par six élus au conseil communautaire.

### Autres administrations situées sur le territoire de la commune

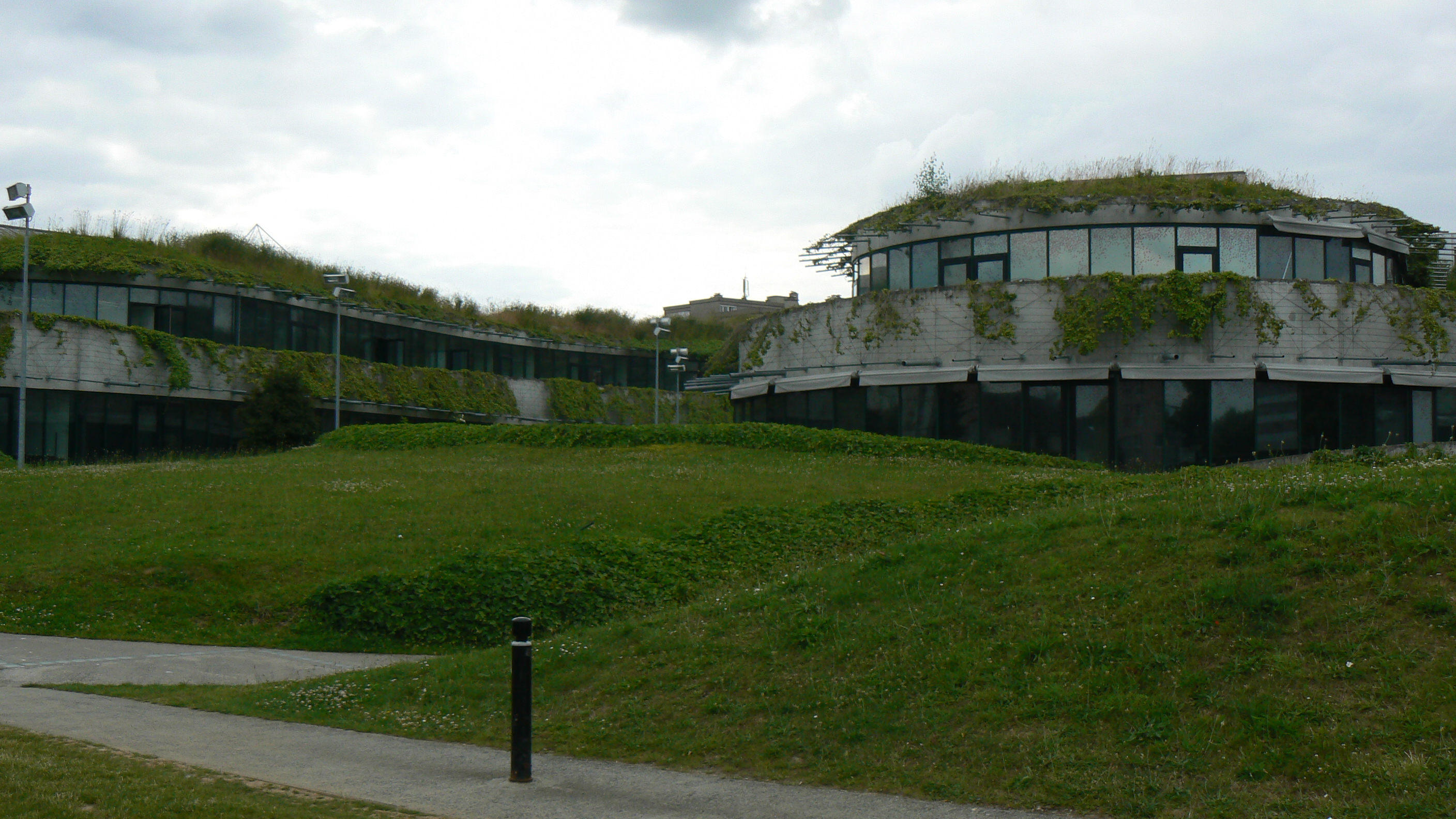
Les directions de l'emploi à Hérouville-Saint-Clair.

- Inspection académique du Calvados depuis 1987.
- Direction départementale du Travail, de l'Emploi et de la Formation professionnelle depuis 1999.
- Direction régionale du travail, de l'emploi et de la formation professionnelle depuis 1999.

## Enseignement et vie étudiante

### Enseignement primaire
Les écoles primaires sont aussi à la pointe de la pédagogie, avec des écoles ouvertes et surtout une école Freinet qui éduque par l'autonomie.

### Enseignement secondaire

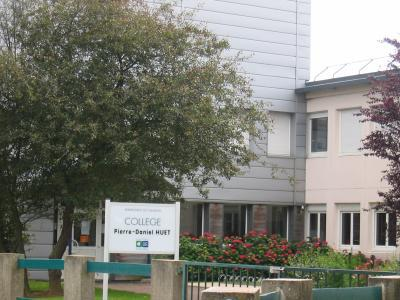
Le collège Pierre-Daniel-Huet en 2007.

Hérouville-Saint-Clair est connue pour son collège lycée expérimental, couramment appelé le Clé, établissement scolaire créé en 1982 pour mettre en place des méthodes pédagogiques originales. On y compte aussi trois collèges publics (sans compter le collège lycée expérimental), Nelson-Mandela (ancien nom Pierre-Daniel-Huet), Pierre-Varignon et François-de-Boisrobert ainsi qu'un collège privé Saint-Michel. Du fait des sous-effectifs, le conseil général du Calvados par l'intermédiaire de sa présidente Anne d'Ornano a fait connaître sa volonté de fermer à l'horizon 2010 un des trois collèges publics hérouvillais, vraisemblablement le collège Boisrobert, outre le collège caennais du Chemin-Vert. Un mouvement se fait jour parmi les parents d'élèves de rassembler administrativement deux des structures tout en conservant les sites actuels (Boisrobert et Huet). Après avoir envisagé un temps de construire un nouvel établissement répondant aux normes de sécurité actuelles sur le site du collège Boisrobert, le conseil général du Calvados a pris la décision de rassembler les deux établissements sur le site du collège Pierre-Daniel-Huet, dénommé désormais collège Nelson-Mandela.
Par ailleurs, Hérouville comprend aussi un lycée général et technologique, le lycée Salvador-Allende. De plus, il y a le lycée professionnel Rabelais qui a déménagé sur la commune d'Ifs à la rentrée 2014-2015, de par l'exiguïté de ses locaux rendant impossible le maintien sur le site même, et de négociations n'ayant pas abouti avec la municipalité pour un transfert vers d'anciens terrains de sport de l'ASPTT, voués quant à eux à une activité commerciale.

### Enseignement et structures liées à l'enseignement supérieur

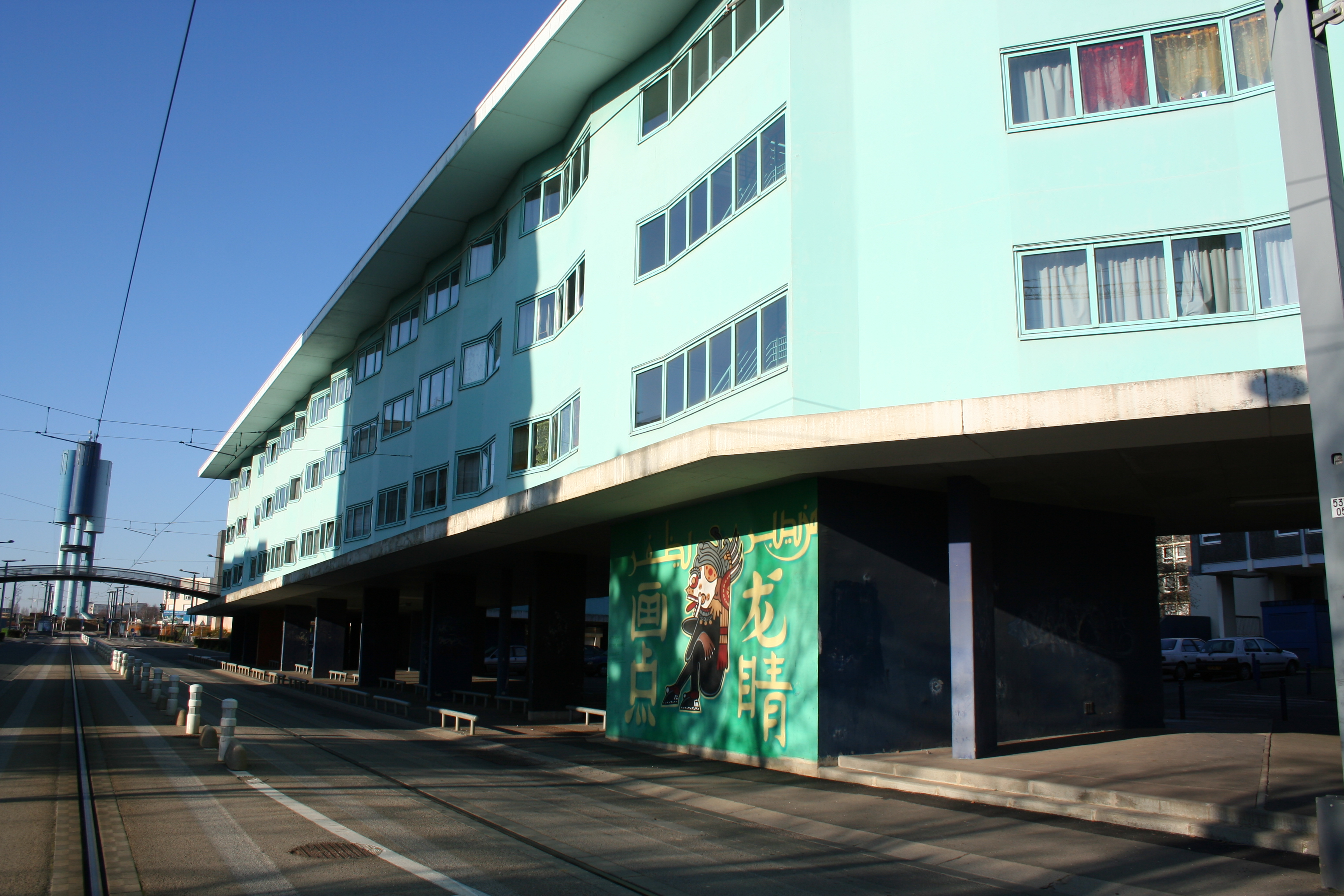
La cité universitaire Flora-Tristan sur l'avenue de la Grande-Cavée, vers la place de la Fontaine.

Hérouville-Saint-Clair comporte également en son sein trois résidences universitaires du Crous, situées à l'entrée de la ville, à proximité du château d'eau, et dont les 1 011 logements peuvent accueillir plus de 1 200 étudiants :
- la cité Jean-Grémillon, dont les cinq bâtiments datent de la fin des années 1960 (1967-1969)
- la résidence André-Breton dont la construction date des années 1994-1995.
- la résidence Flora-Tristan, construite au même moment que la résidence André-Breton.

En outre, le Crous de Caen gère dix appartements en ville afin d'accueillir des familles étudiantes.
L'Institut régional du travail social de Basse-Normandie se trouve à Hérouville-Saint-Clair.

## Architecture et urbanisme

### Urbanisme

#### Typologie
Au 1er janvier 2024, Hérouville-Saint-Clair est catégorisée grand centre urbain, selon la nouvelle grille communale de densité à 7 niveaux définie par l'Insee en 2022.
Elle appartient à l'unité urbaine de Caen, une agglomération intra-départementale dont elle est une commune de la banlieue,. Par ailleurs la commune fait partie de l'aire d'attraction de Caen, dont elle est une commune du pôle principal,. Cette aire, qui regroupe 296 communes, est catégorisée dans les aires de 200 000 à moins de 700 000 habitants,.

#### La ville nouvelle: de la ZUP à la ville

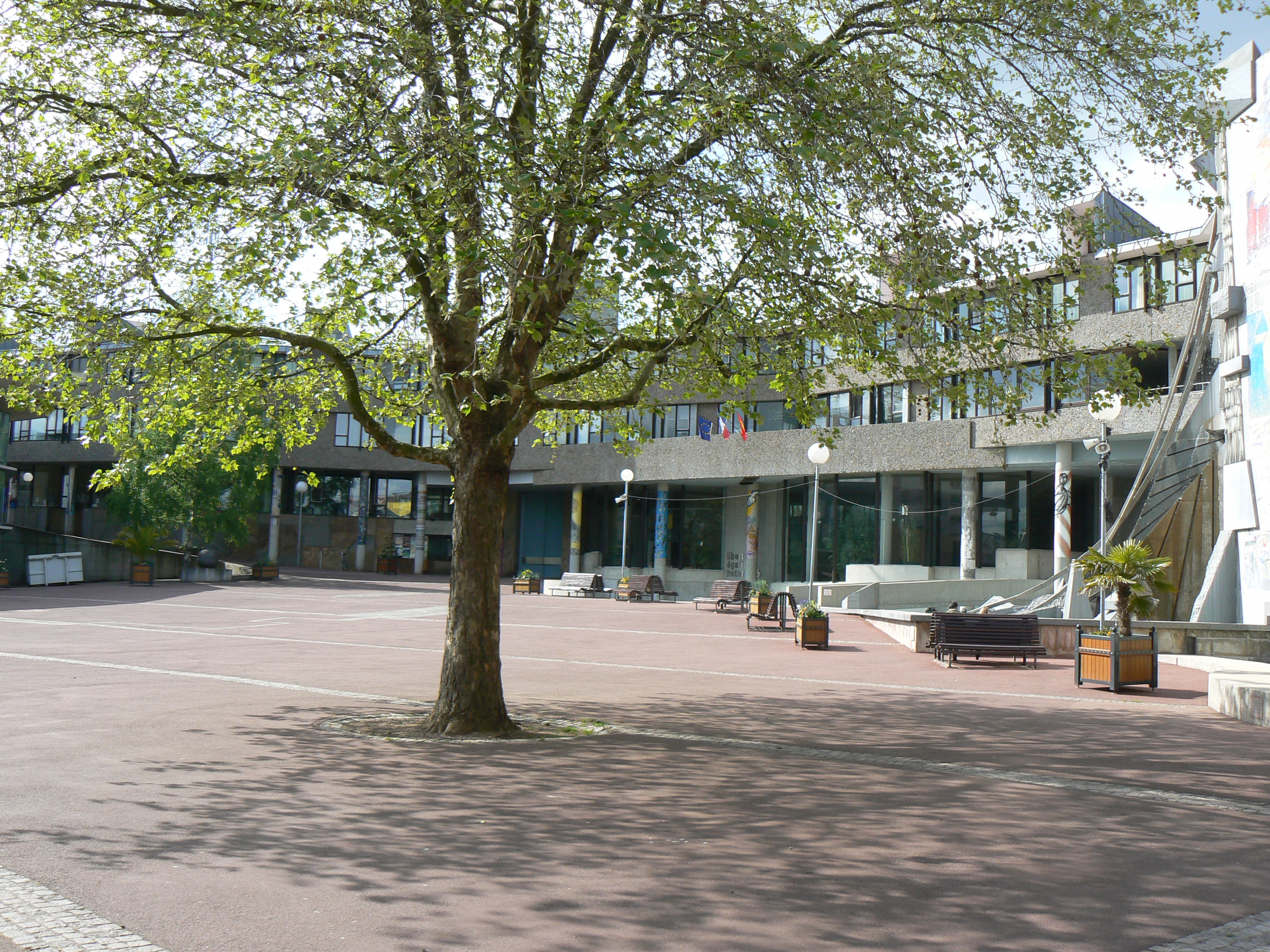
Citadelle douce, place F.-Mitterrand et arbre de la liberté.

La plus grande partie de la ville bâtie est actuellement le fait de la ville nouvelle, fondée en 1963. La première pierre de la ville nouvelle est posée en 1963, lançant la construction du premier quartier moderne : les Belles Portes. Le Grand Parc et La Haute Folie voient le jour dans la continuité. La construction de la ville nouvelle durera jusqu'en 1978 avec les nouveaux quartiers du Val, puis du Bois. Le dernier quartier qui se développe est situé à Lébisey et reste une zone résidentielle assez distante du reste de la commune.
L'ancien village, resté tel quel, devient un quartier nommé le Bourg. La mairie y restera jusqu'en 1987 avant de déménager dans les locaux de la Citadelle-Douce, centre-ville nouvellement construit : d'un aspect architectural avec un parti-pris résolument contemporain, même s'il s'inspire de la conception médiévale d'un centre urbain avec la mairie comme château, l'église, également des lieux culturels tels la bibliothèque, le cinéma Café des images et le théâtre. L'audace de cet ensemble avait comme but « dans le cœur de [la] ville, [d'oser] le pari de fonder l'identité d'Hérouville, de fonder une part importante de cette identité sur le rapport de la culture et de la démocratie ». En dépit de ces efforts, le centre ville restera une grande place grise et déserte, la galerie commerciale toute proche restant le véritable lieu d'échange et de rencontre des Hérouvillais.
Les architectes qui avaient conçu les plans de la ville sont connus pour avoir été des novateurs dans l'histoire de l'architecture contemporaine française. Il s'agit notamment de grandes signatures contemporaines telles que les architectes Jean Nouvel, Massimiliano Fuksas, Allain Provost, Roland Castro, Christian de Portzamparc ou le peintre Michel Four. L'urbanisme auquel leur créativité avait donné libre cours alliait des espaces verts et des espaces piétonniers interdits à la circulation routière ou permettait dans un même quartier une mixité architecturale avec notamment le côtoiement d'immeubles et de pavillons et la présence en leur sein de centres commerciaux de proximité.

#### Le défi du Grand Projet de ville
Les soubresauts économiques de la région frappent davantage Hérouville que d'autres communes. L'importance du parc d'habitat social en fait un lieu d'habitat important pour nombre de familles modestes. Face à la problématique de la diversification sociale de la ville, Rodolphe Thomas prend le parti du renouvellement urbain à base de démolition-reconstruction, avec l'objectif d'introduire davantage de développement économique au cœur de la cité. Démolition de logements sociaux, reconstruction d'équipements collectifs et d'une portion importante de logements à destination d'accédants à la propriété. Parallèlement, l'objectif est d'ouvrir les quartiers sur la ville par une nouvelle voirie. Ces différents ensembles sont intégrés au sein d'un vaste quartier prioritaire rassemblant près de 10 000 habitants.
- Convention avec l'ANRU signée le 14 octobre 2005
- Éléments du projet :
  - Démolitions
  - Constructions :
    - Le Grand Parc
    - Le Val : 37 logements sociaux
    - Les Belles Portes : 36 logements sociaux
    - La Grande Delle : 46 logements sociaux et 10 maisons de ville en accession sociale à la propriété
    - Nouveau quartier mixte social-accession à la propriété autour du stade Prestavoine (urbaniste : Eliet & Lehmann)

  - Aménagements :
    - La place de la fontaine, aménagement de l'entrée ouest de la ville
    - Le square Agnam
    - La place de l'Europe, avec construction d'un vaste immeuble de bureaux et de parkings souterrains. En outre construction d'un bâtiment destiné à abriter Pôle emploi et une pépinière d'entreprises.

Ce choix politique fort semble approuvé par la population. De manière tout à fait objective, à l'issue du processus, le visage de la ville - du moins dans le bâti - aura changé. Signe de ce changement, pour l'opération immobilière "château d'eau" (architectes : Eliet & Lehmann et Christian Devillers), construction d'une cinquantaine de logements sociaux (appartements et maisons de ville), la pierre de Caen est utilisée en guise d'habillage afin de rompre avec le béton qui a longtemps caractérisé la ville.

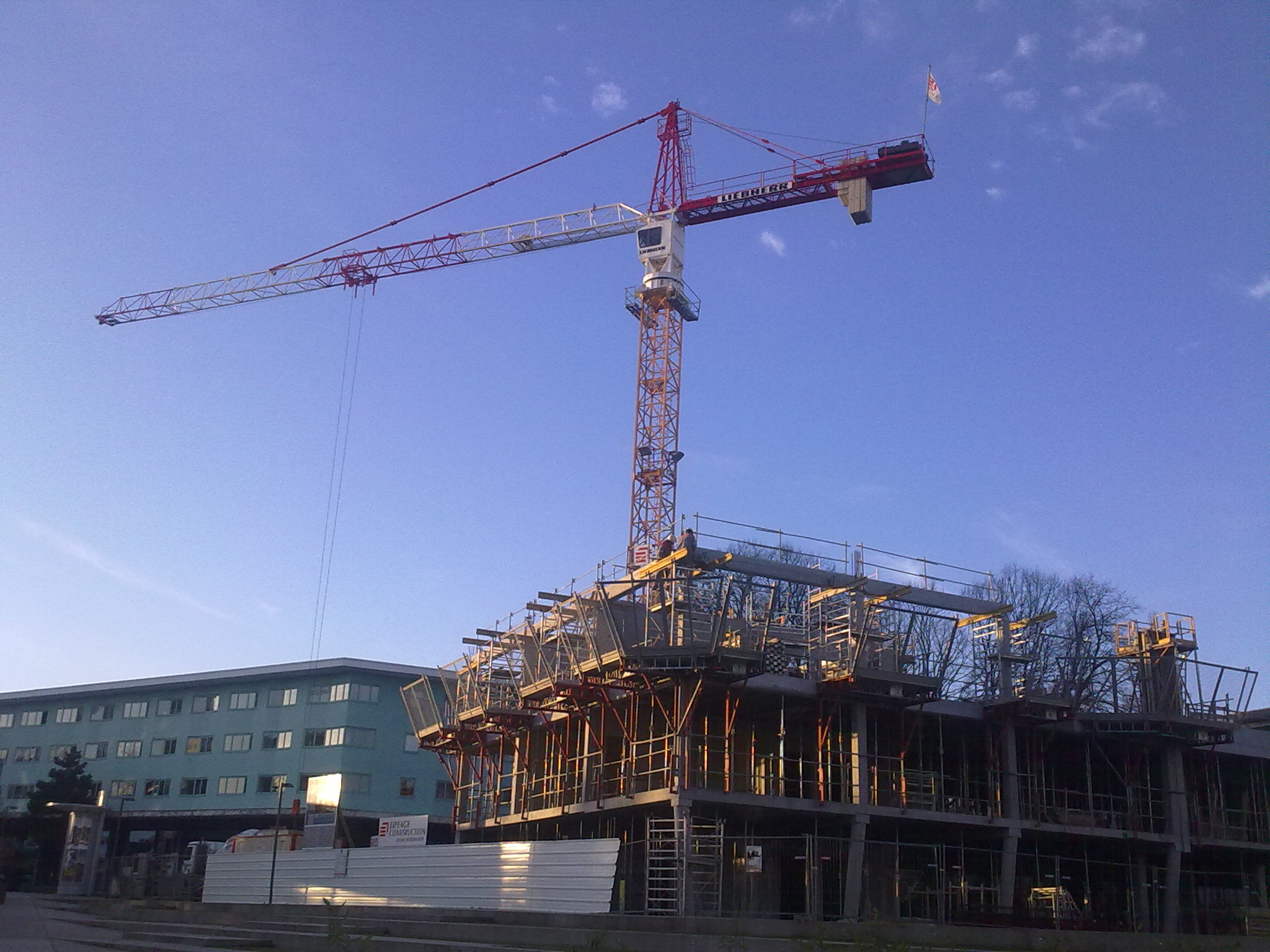
Le chantier du mille-feuille de la place de l'Europe en janvier 2011.
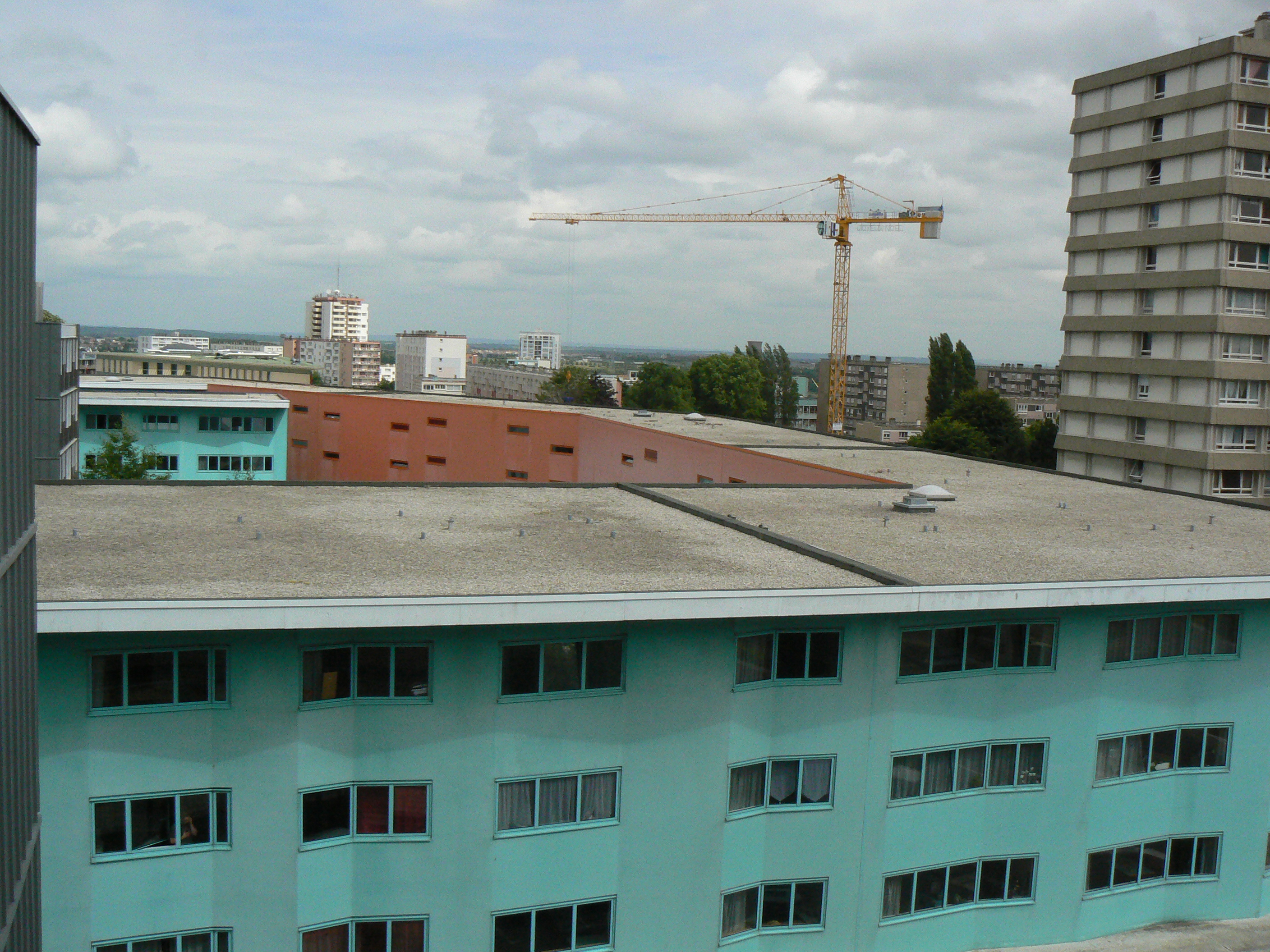
Vue vers le centre ville avec la résidence Flora-Tristan au premier plan, et la grue, élément fréquent du paysage depuis la mise en place du GPV.
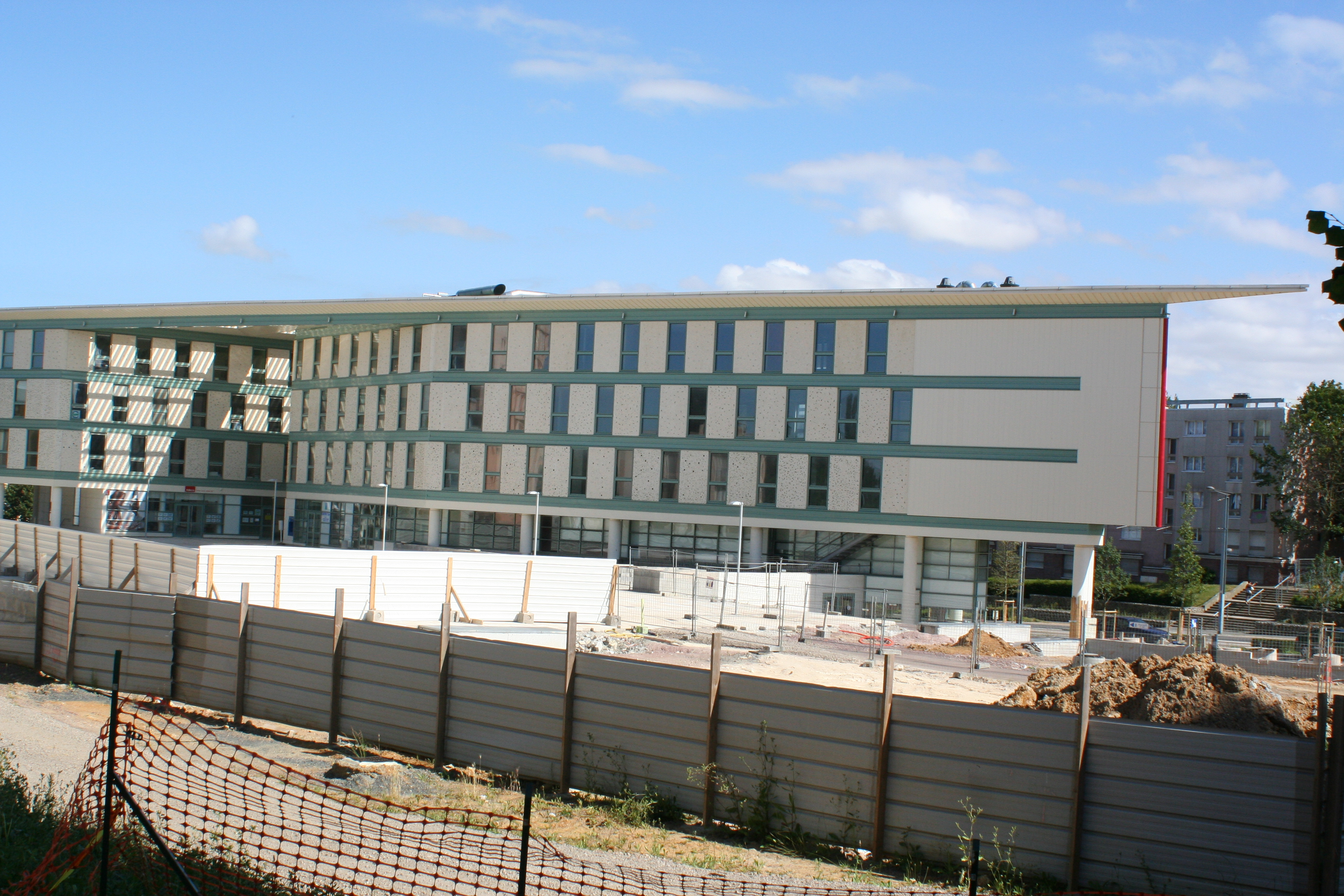
La place de l'Europe en chantier.
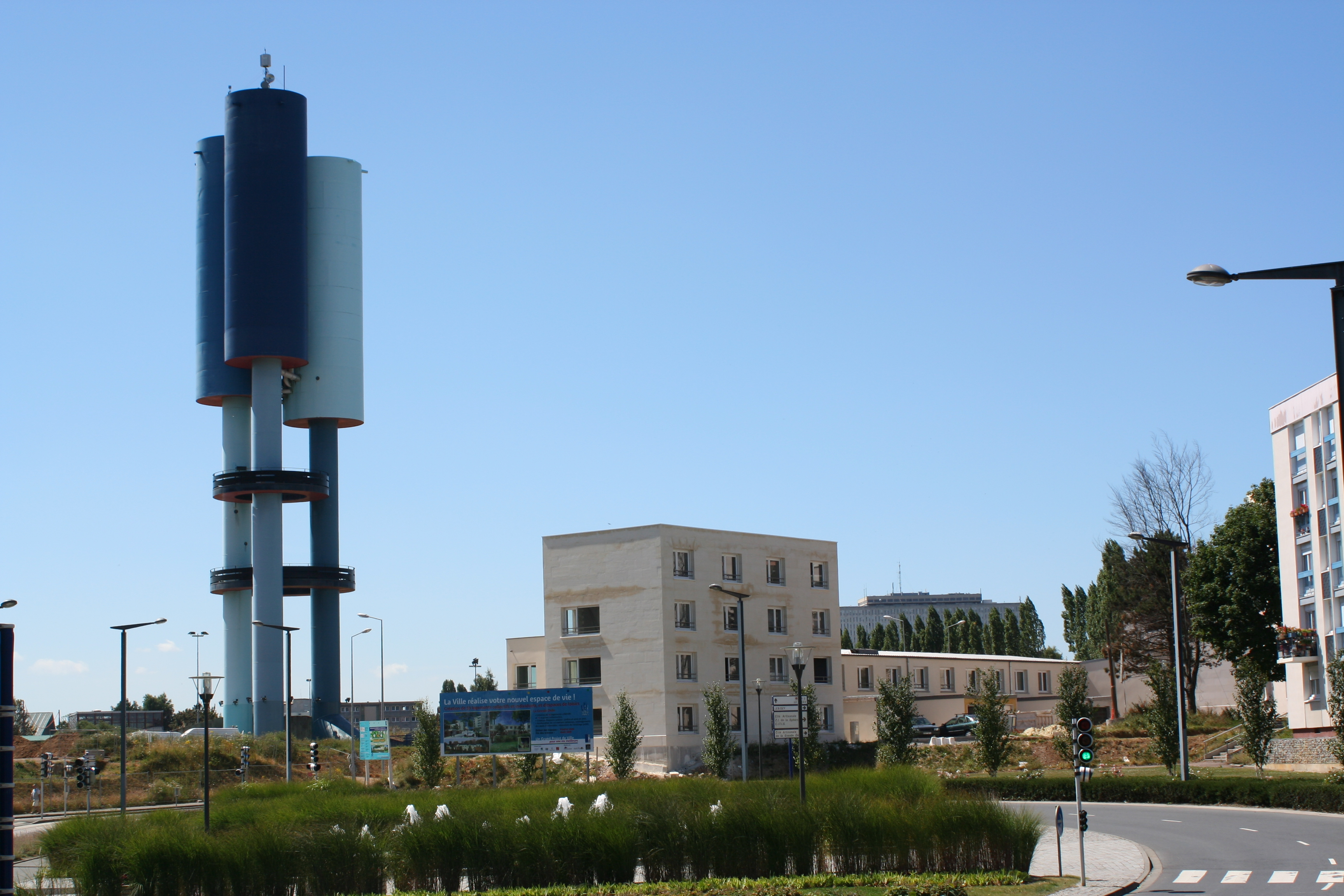
Nouveau quartier Prestavoine face au château d'eau.

### Lieux et monuments

#### Bâtiments civils
- Les vestiges de la grande ferme d'Hérouville.
- La ferme de la Roque ou des Roquettes.
- Les vestiges de la porte du clos de la delle du Mont, vers Colombelles.
- Le parc et le château de Beauregard.
- L'ancienne mairie au bourg.
- La "citadelle douce" (1983-1987) : Eugène Leseney[73].
- L'hôtel de ville.

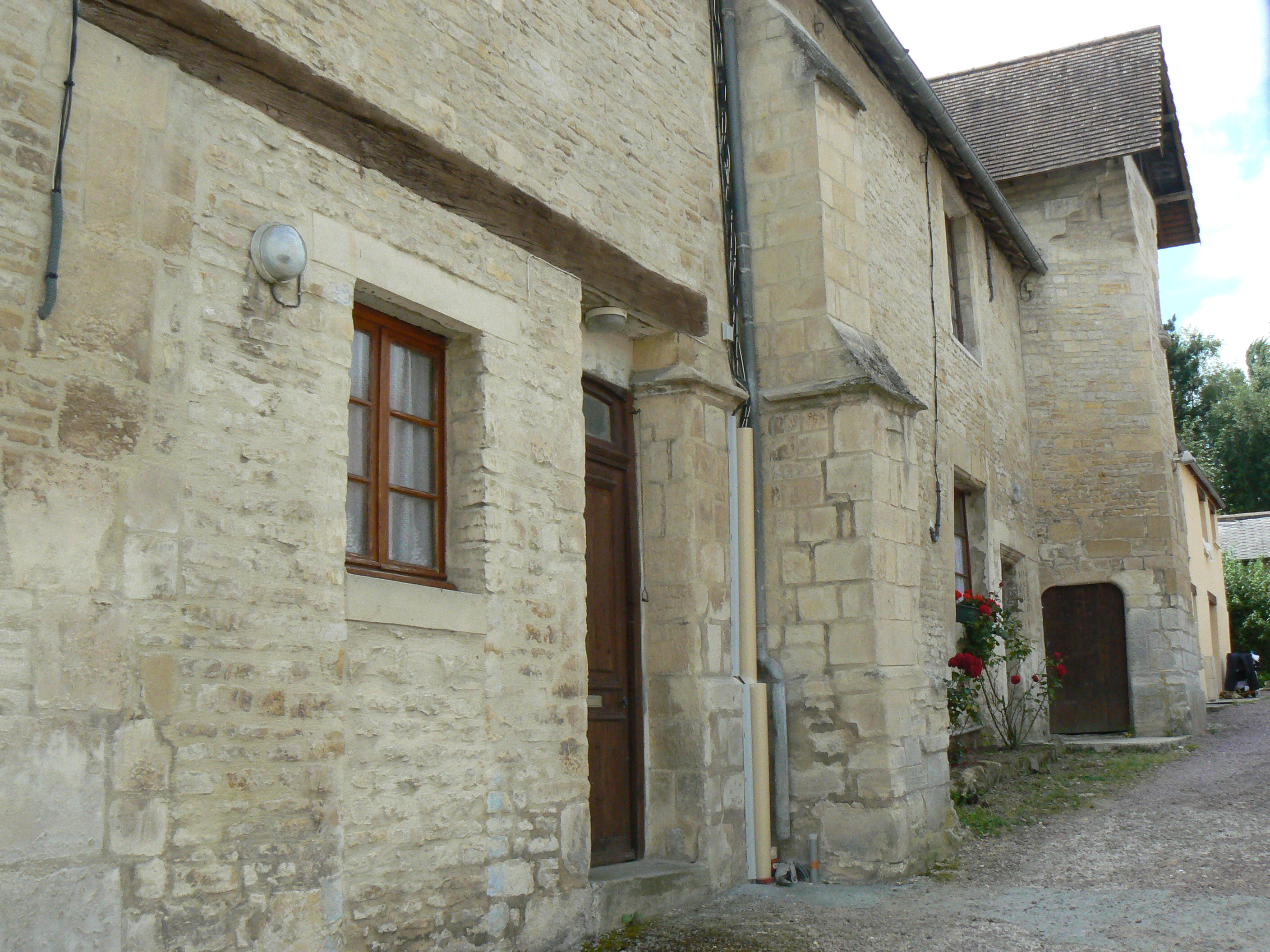
L'ancienne ferme des Roquettes.
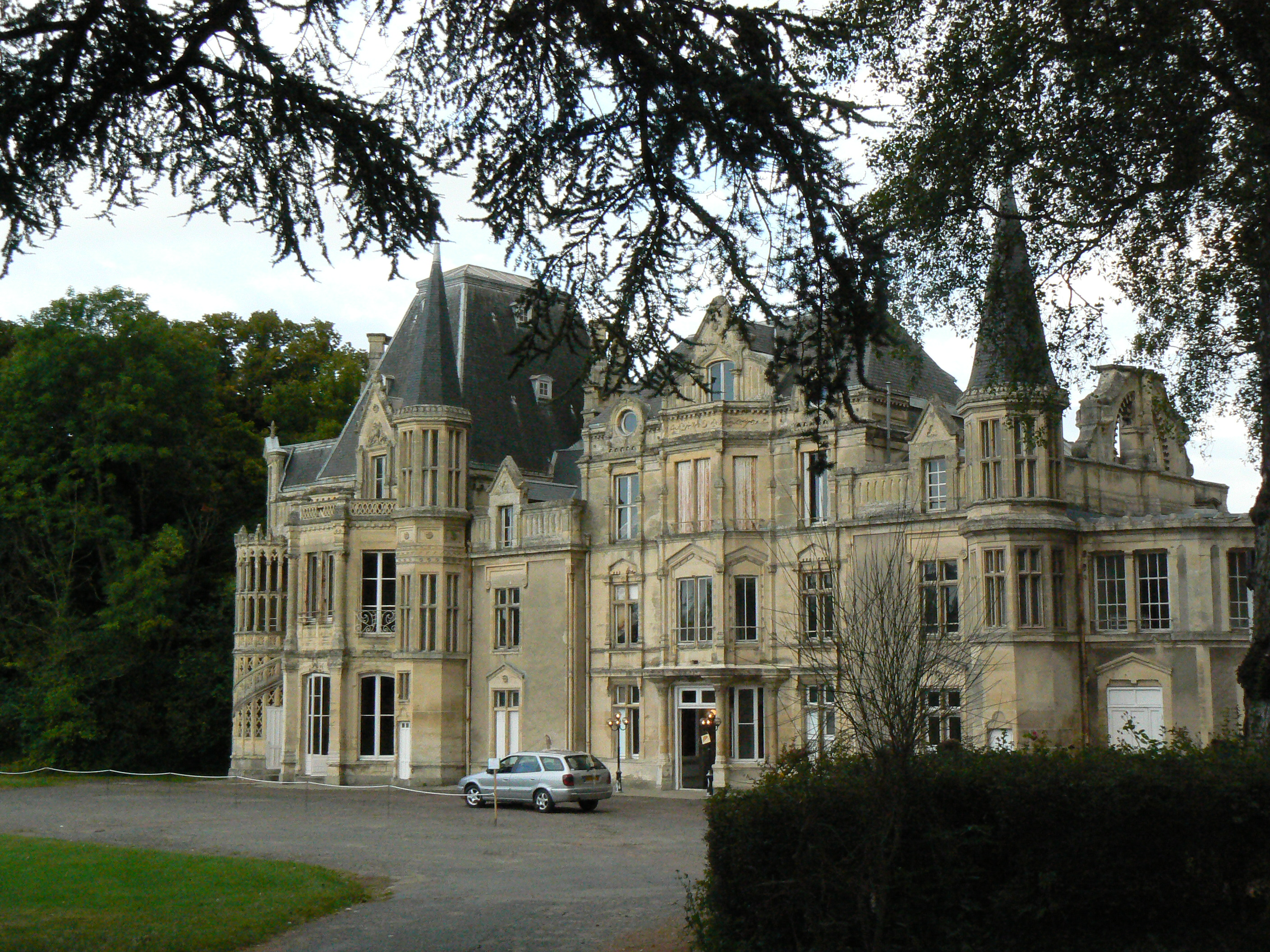
Le château de Beauregard.
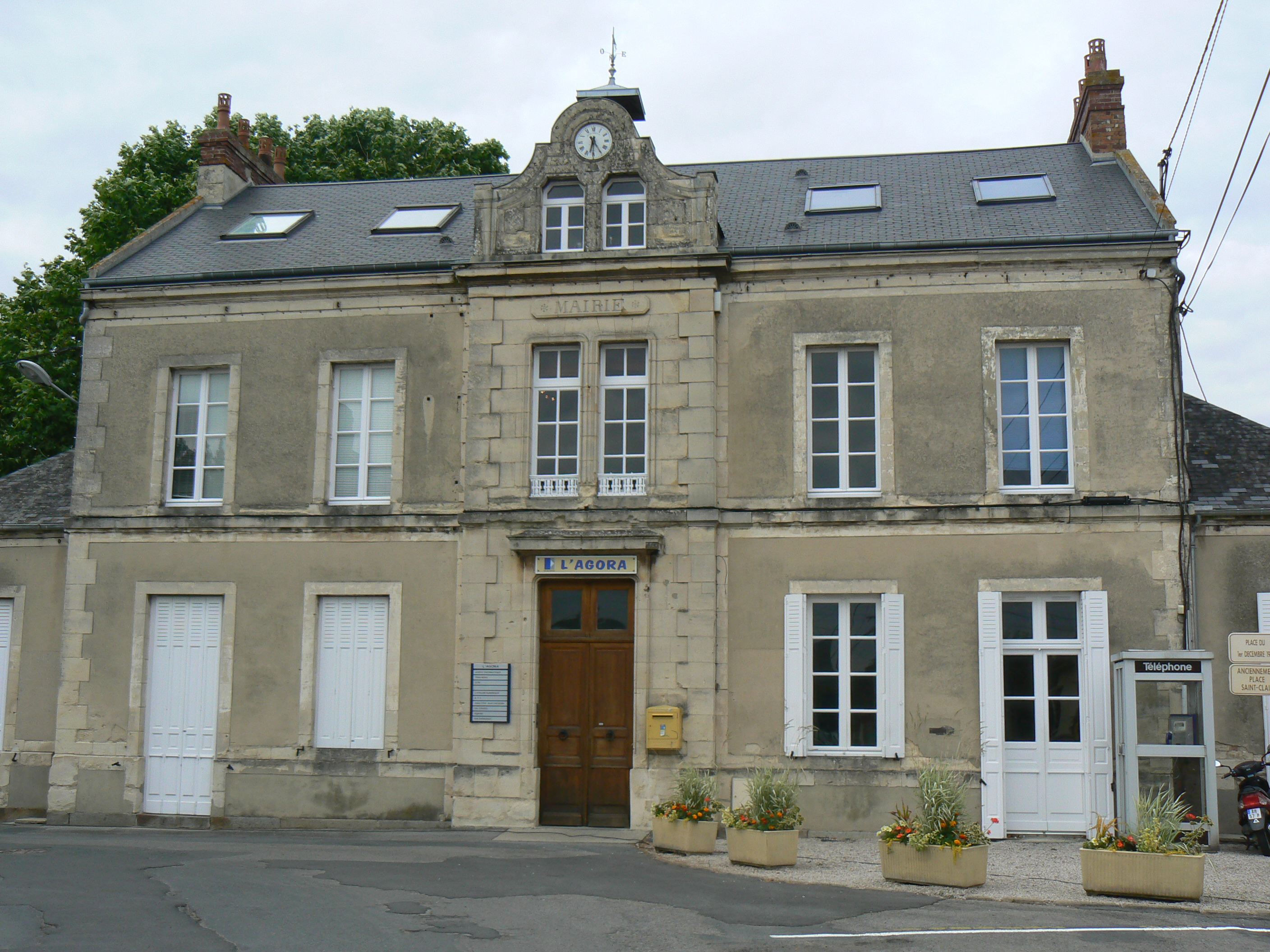
L'ancienne mairie.
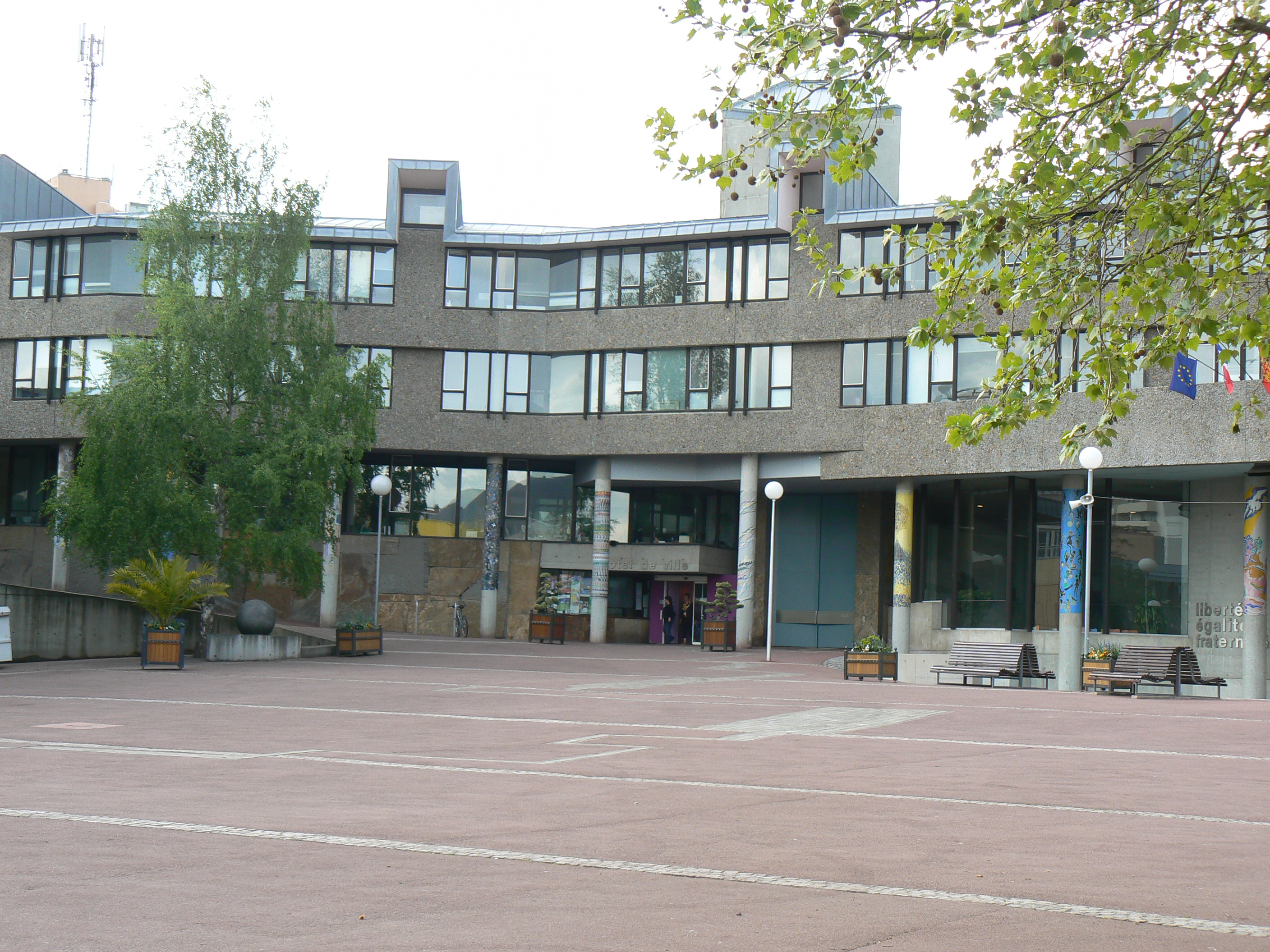
La mairie actuelle, dans la « Citadelle-Douce ».
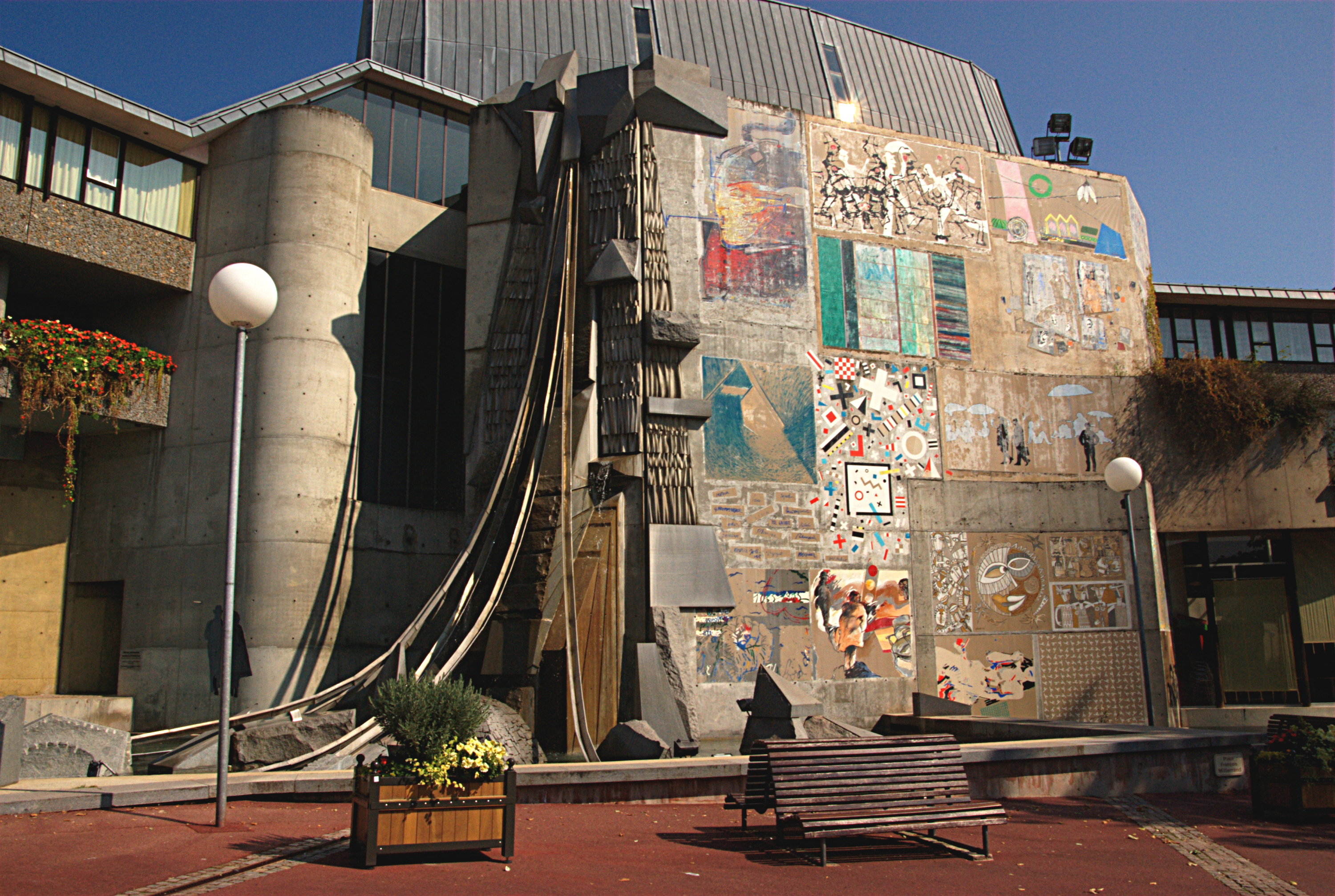
La fontaine de la « Citadelle-Douce ».

#### Bâtiments religieux
- Le Petit Lourdes, reconstitution de la basilique et du site de Lourdes (1879-1885) : lieu de dévotion à la vierge Marie[74].
- L'église Saint-Clair au centre du bourg (XIe siècle) dont la première travée du chœur fait l'objet d'une inscription au titre des monuments historiques depuis le 26 novembre 1928[75].
- La chapelle Saint-Vincent, vestige du XIIIe siècle d'une dépendance de l'abbaye d'Ardenne, qui fait l'objet d'une inscription au titre des Monuments historiques depuis le 29 octobre 2004[76].
- La nouvelle église Saint-François.
- La mosquée d'Hérouville, située près du Bois de Lébisey. D'une capacité de 700 personnes, elle a été inaugurée le 30 juillet 2011[77].

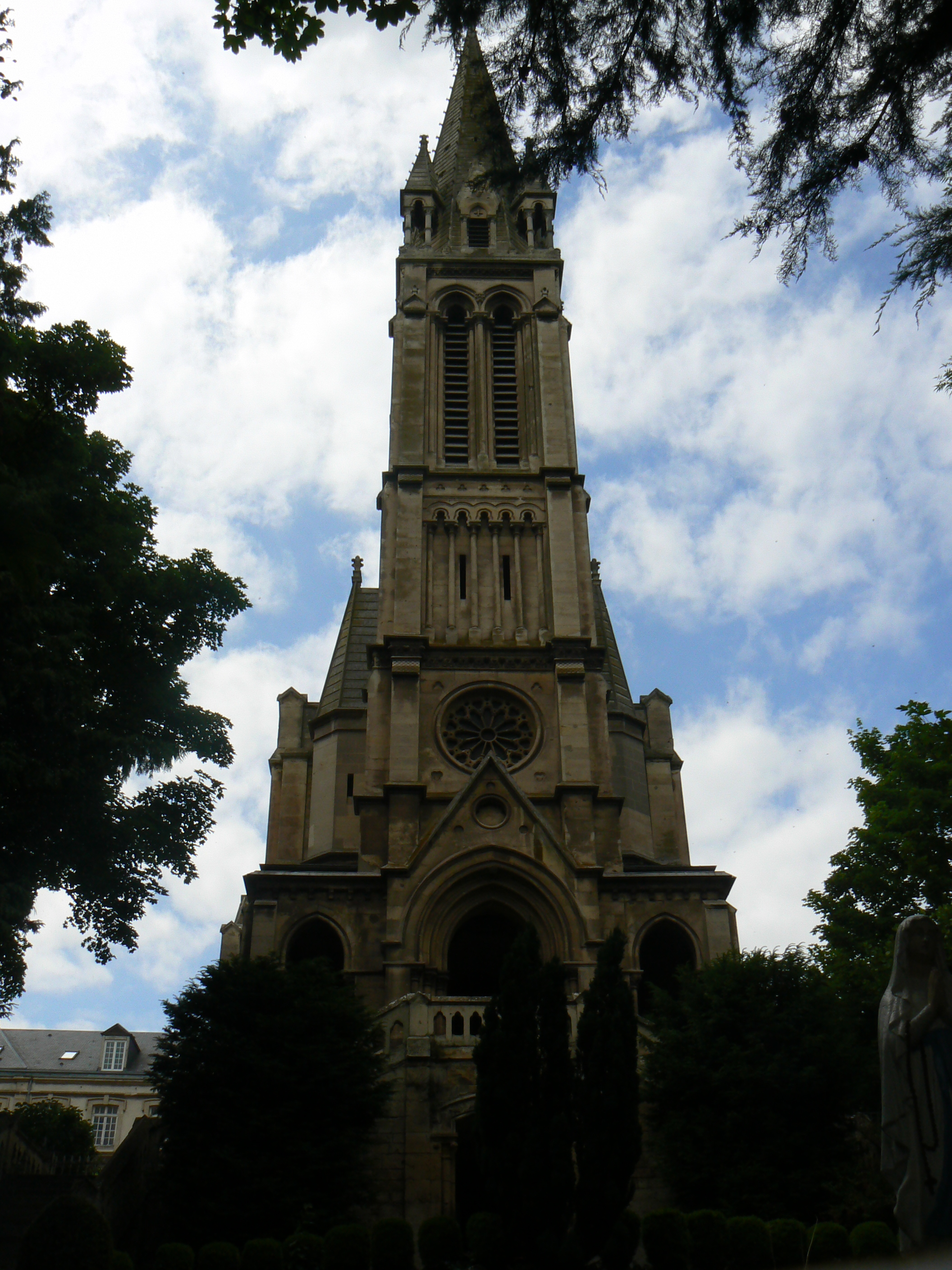
Le Petit Lourdes.
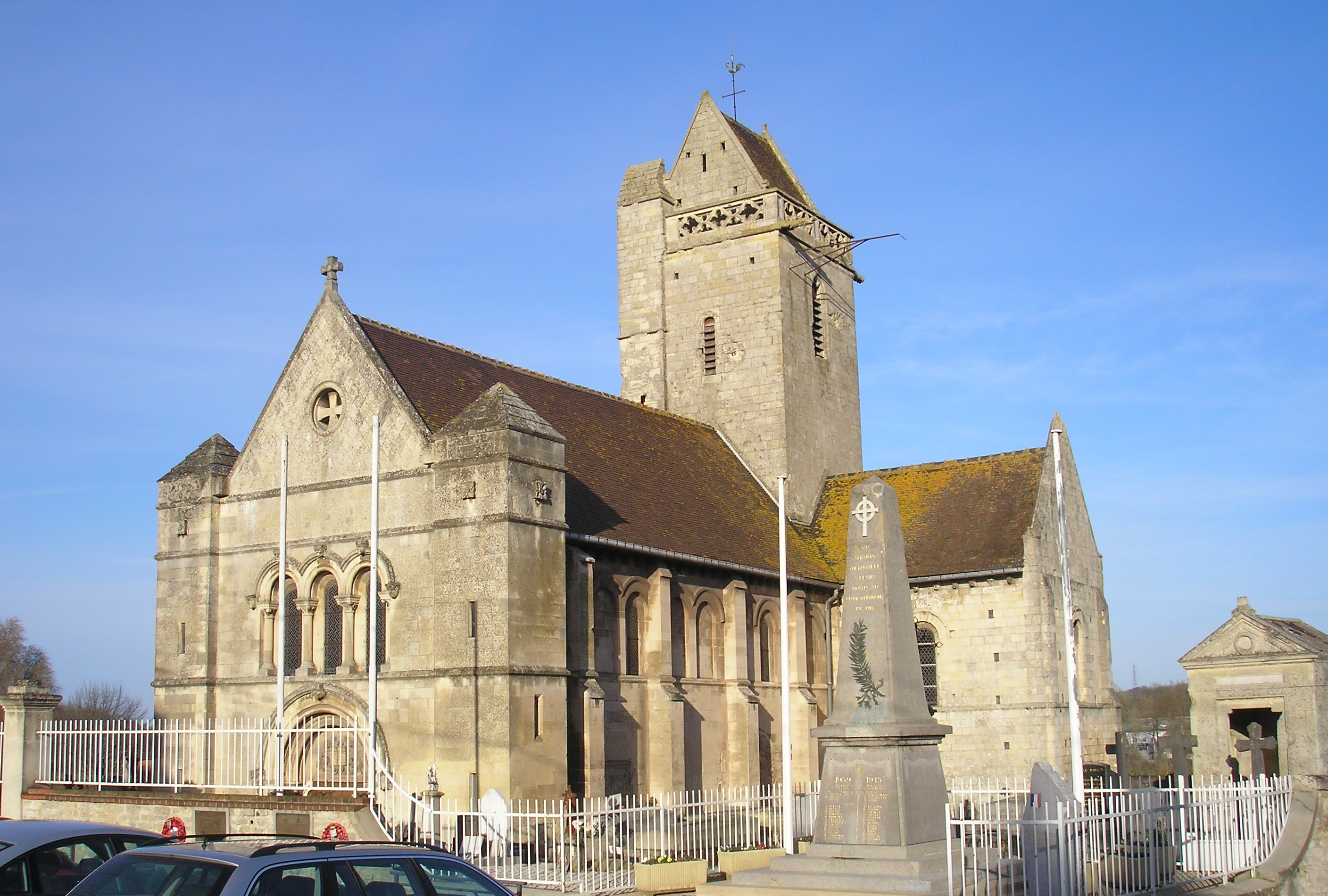
La façade de l'église Saint-Clair.
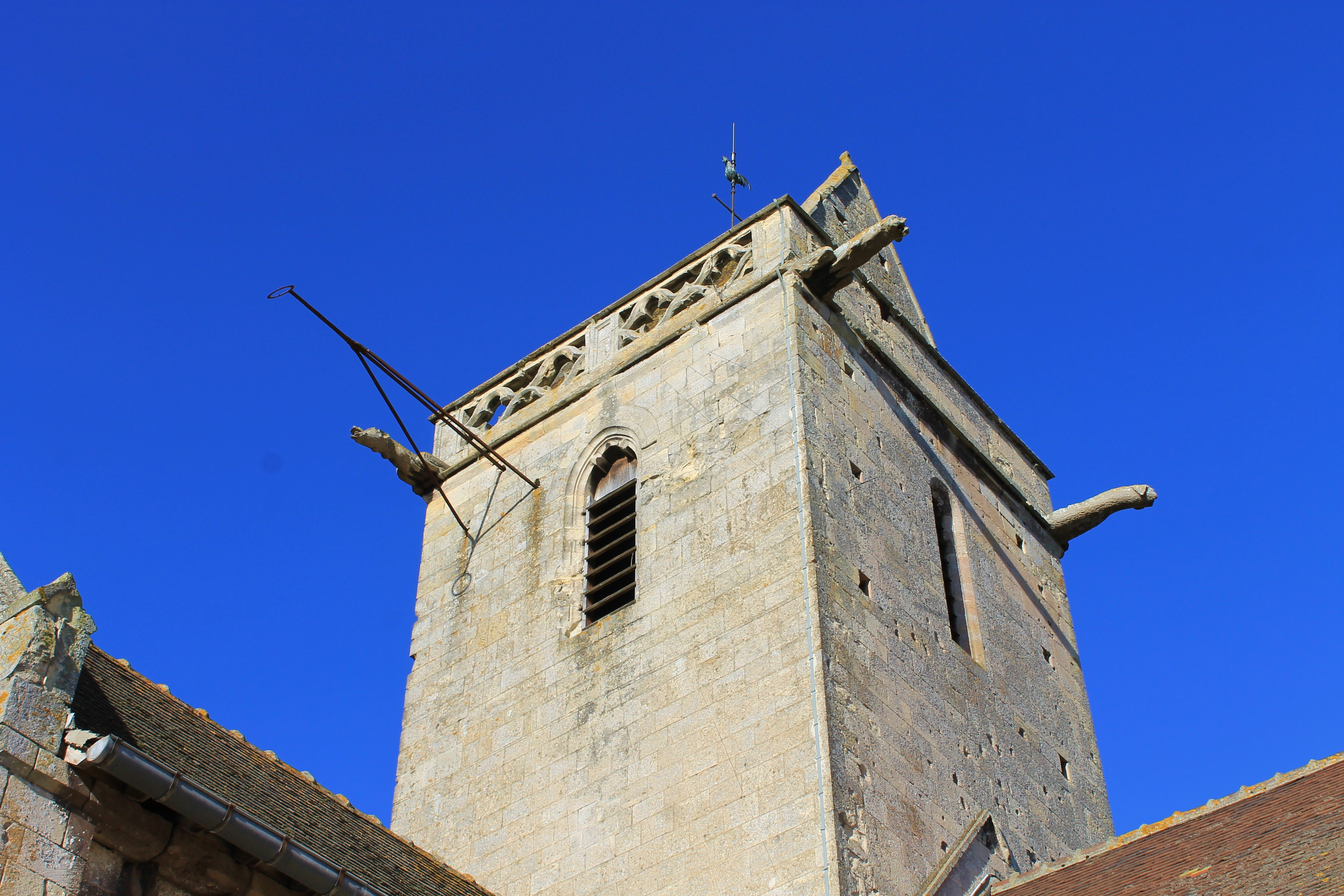
Le cadran solaire de la face sud.
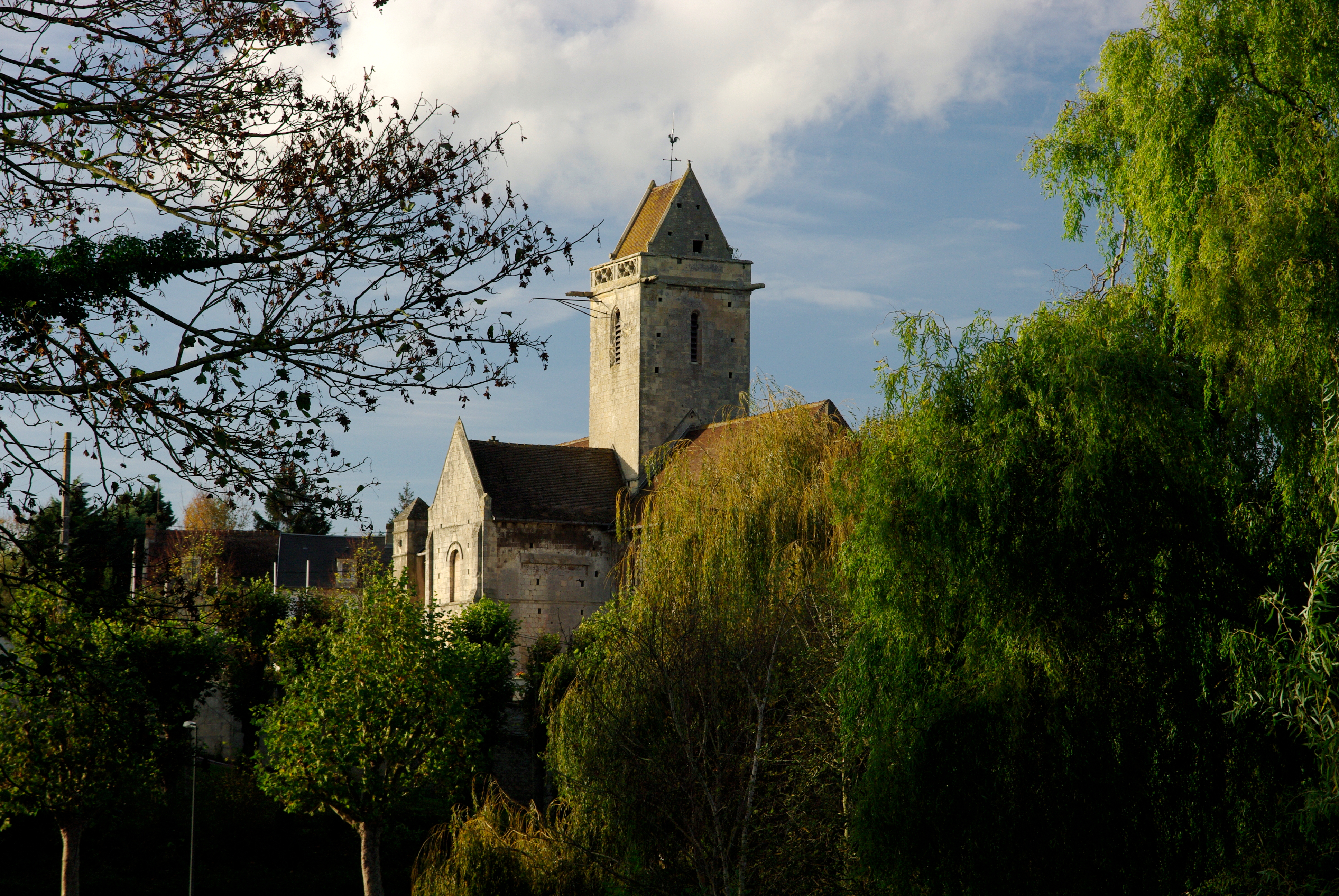
L'église Saint-Clair vue du canal de Caen à la mer.
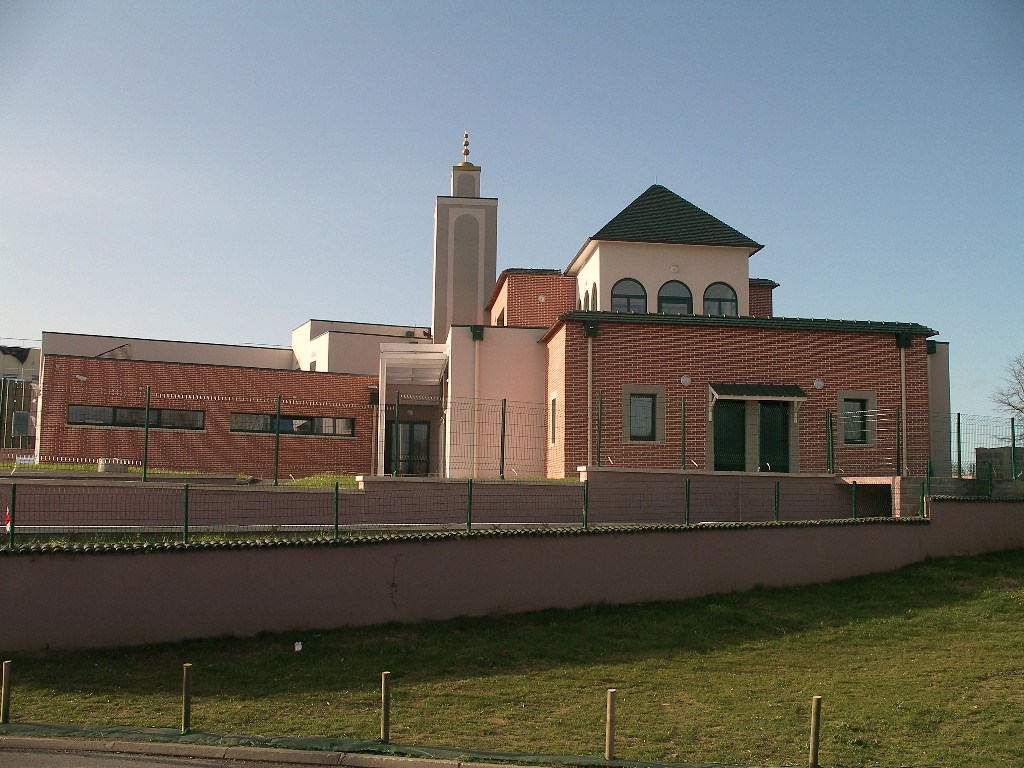
La mosquée.

#### Équipements culturels

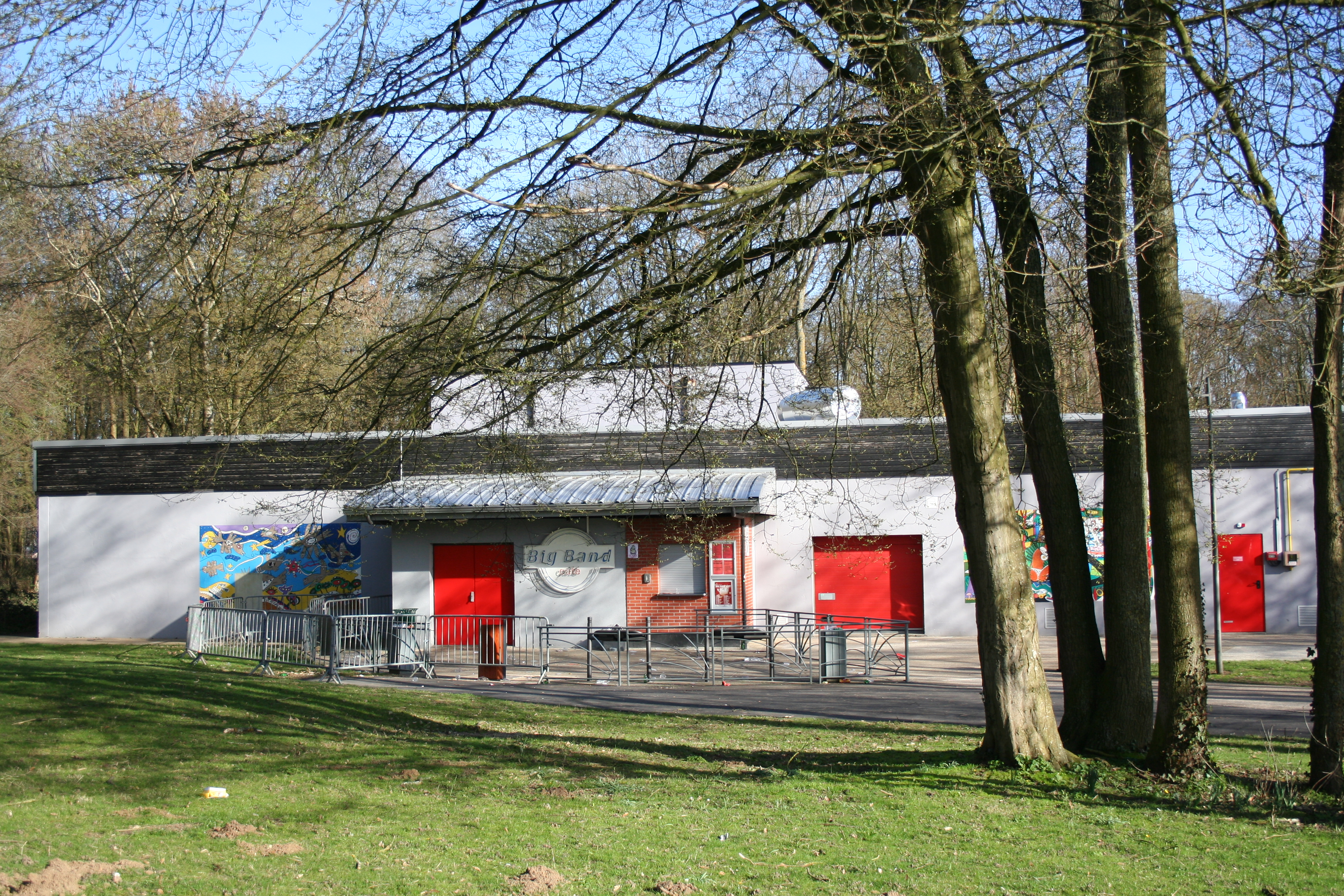
Le Big Band Café, salle de musiques actuelles.

- Cinéma Café des Images, labellisé Art et Essai.
- Big Band Café, salle de musiques actuelles.
- Théâtre de la Comédie de Caen.
- Bibliothèque municipale, désormais équipement de la communauté d'agglomération Caen la Mer (réseau de la bibliothèque de Caen).
- Parc archéologique Ornavik.

#### Équipements sportifs
- Stade Prestavoine.
- Gymnase Laporte.
- Piscine Montmorency (équipement de la communauté d'agglomération Caen la Mer).
- Gymnase Humbert.
- Gymnase Salvador-Allende
- Gymnase Nelson-Mandela
- Salle d'escalade
- Courts de tennis

#### Infrastructures
- Château d'eau d'Hérouville-Saint-Clair métallique : trois réservoirs de 500 m3, mis en service en juin 1968[78]. Il fait l'objet d'une inscription au titre des Monuments historiques depuis le 10 août 2010[79].
- Château d'eau de la sphère : réservoir de 3 000 m3, mis en service en 1981[80].
- Viaduc de Calix : 1971-1974[81].
- Ronds-points aménagés : le drakkar, la chouette, l'aigle (artiste : Claire Montoya).

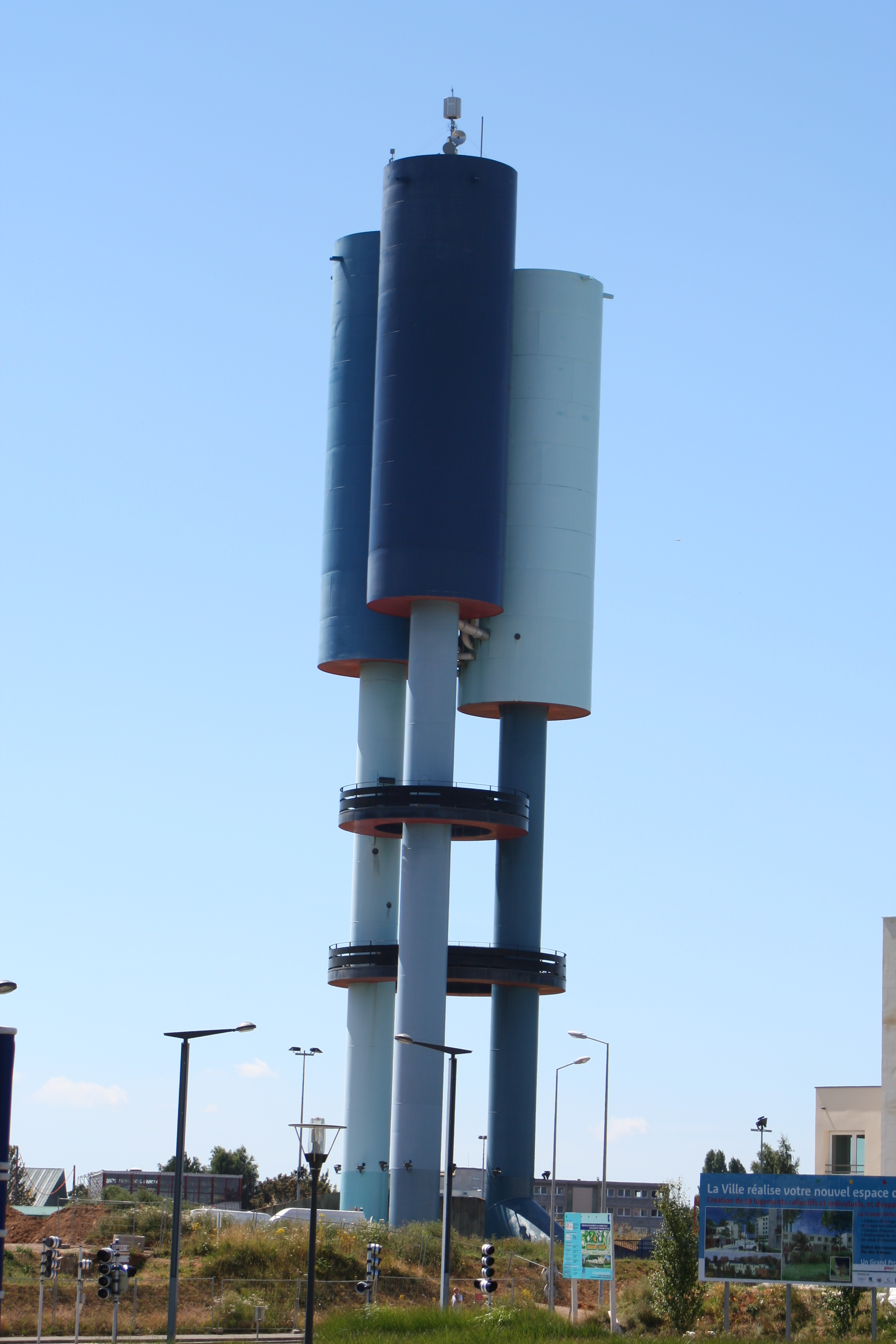
Le château d'eau à triple réservoir, élément emblématique de la ville nouvelle.
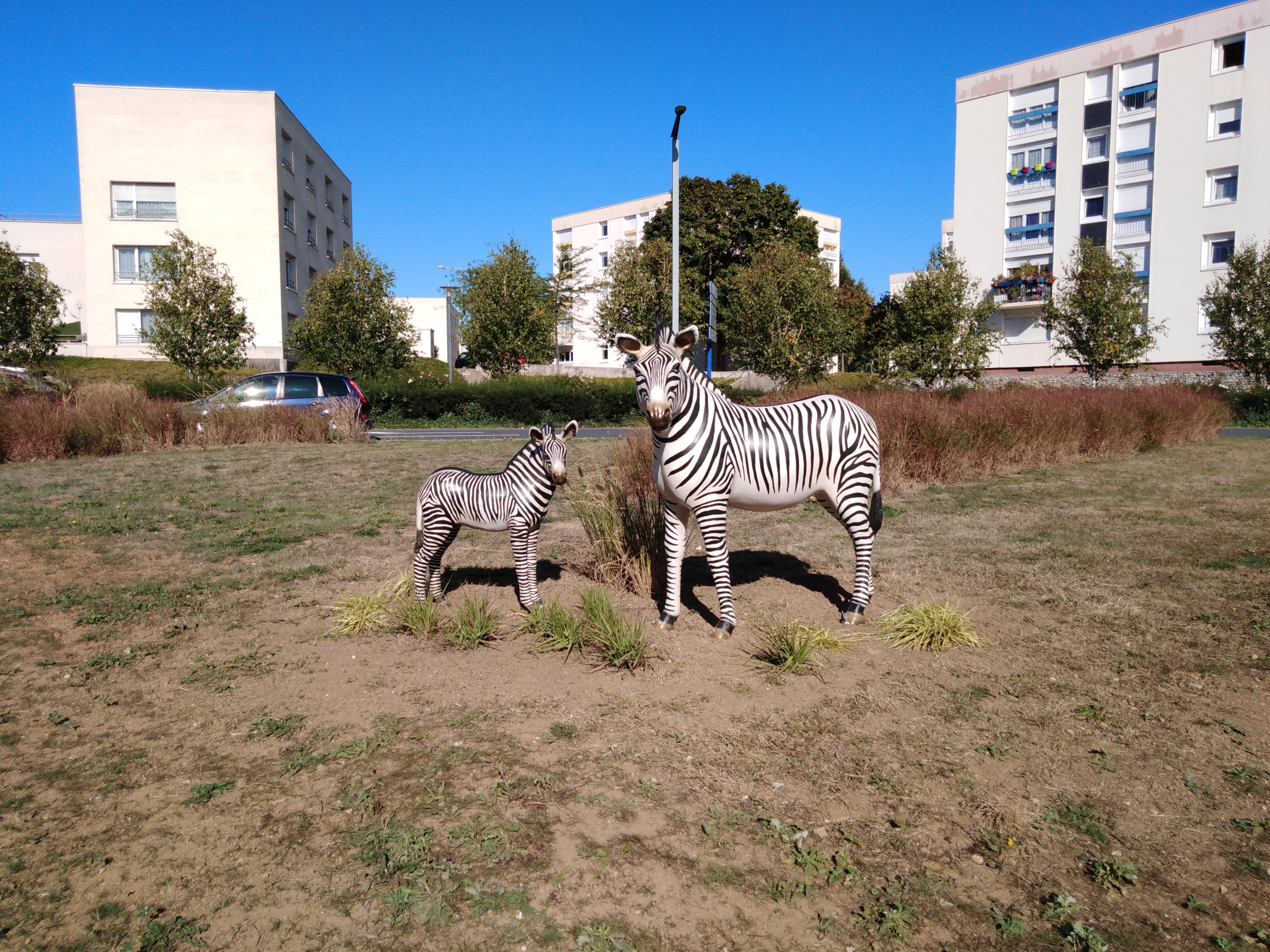
Zèbres au rond-point du château d'eau.
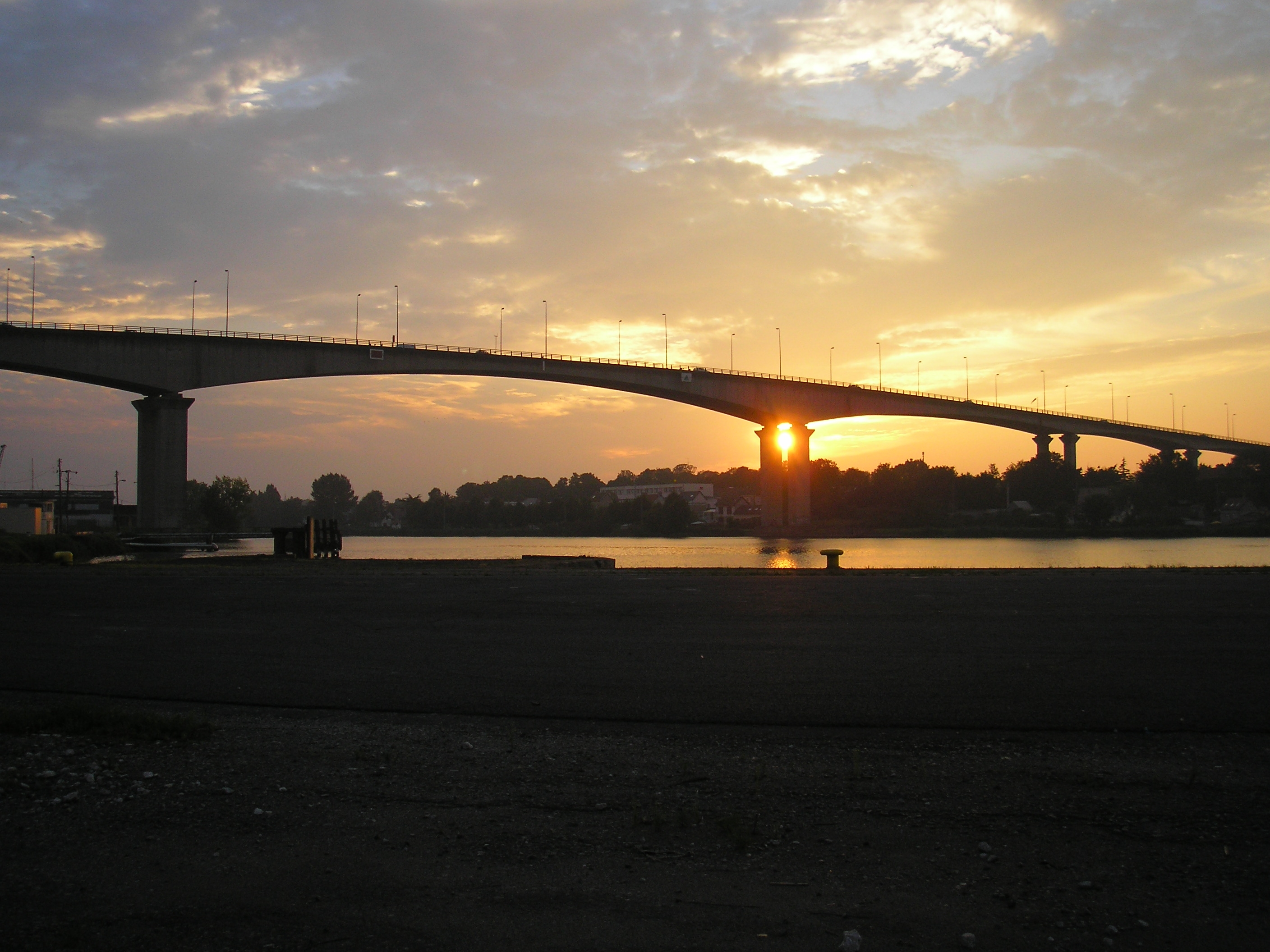
Le viaduc de Calix.
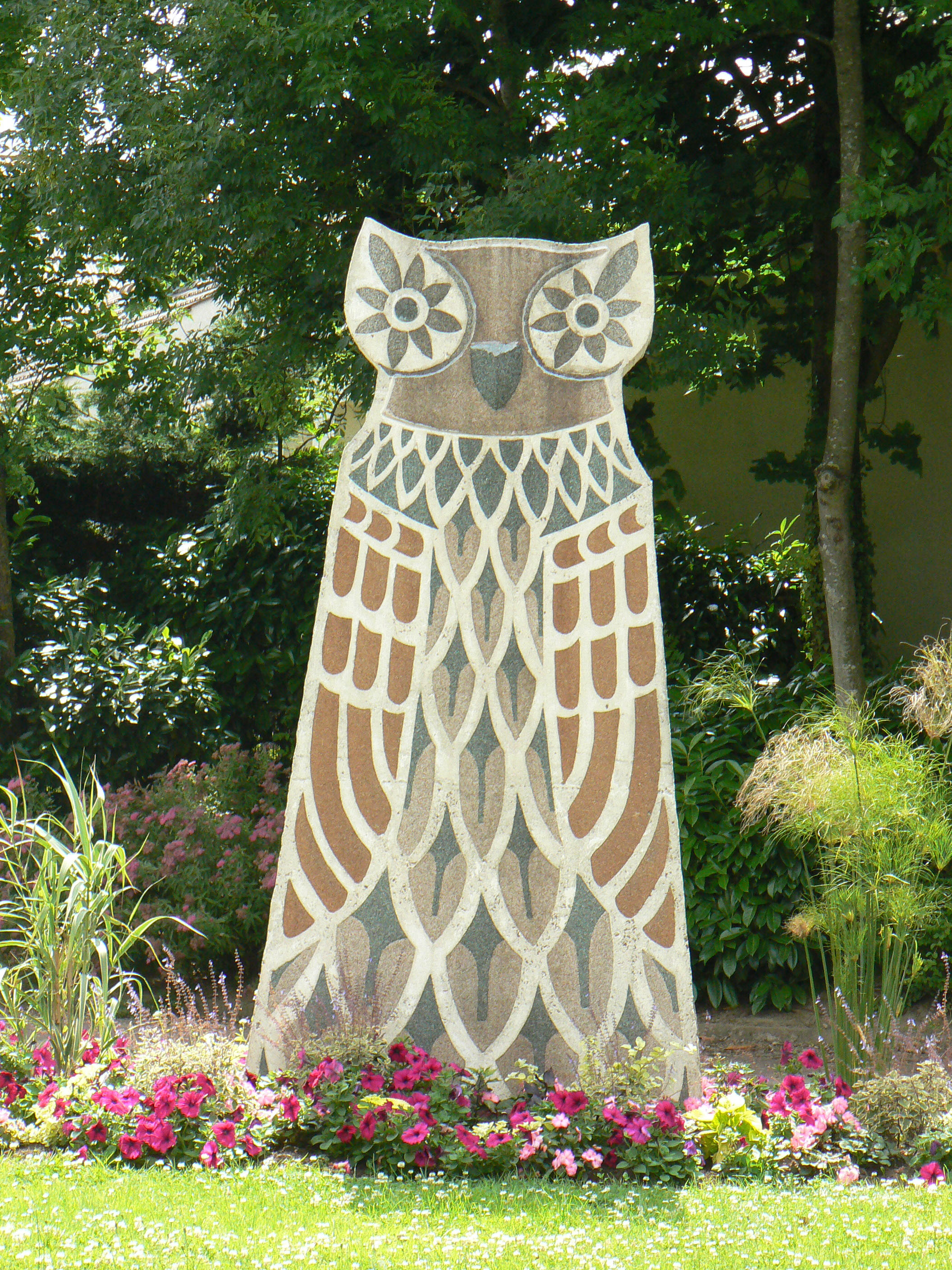
La chouette.
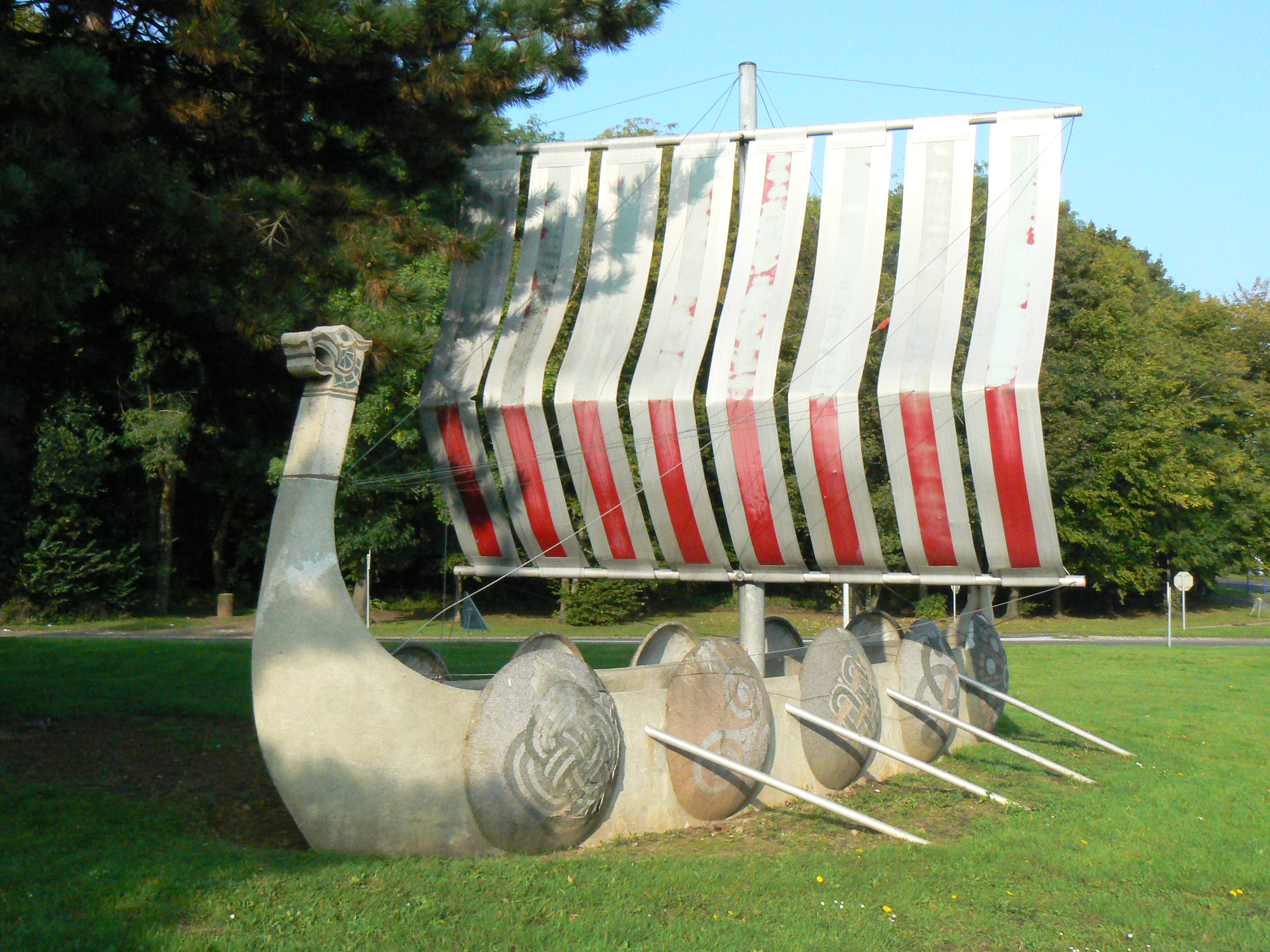
Le quartier du bois, le drakkar.

#### Zones industrielles et commerciales
- Centre commercial et galerie marchande Saint-Clair, quartier du Val et extension centre commercial Val Saint Clair.
- Zone industrielle de la Sphère.
- Citis (habitat et activités tertiaires).
- Zone industrielle du port de Caen-Ouistreham.

## Vie locale

### Jumelages
- Agnam-Goly (Sénégal) depuis 1986
- Garbsen (Allemagne) depuis 1966
- Tikhvine (Russie) depuis 1991
- Ahfir (Maroc) depuis 2009

### Manifestations
- Carnaval.

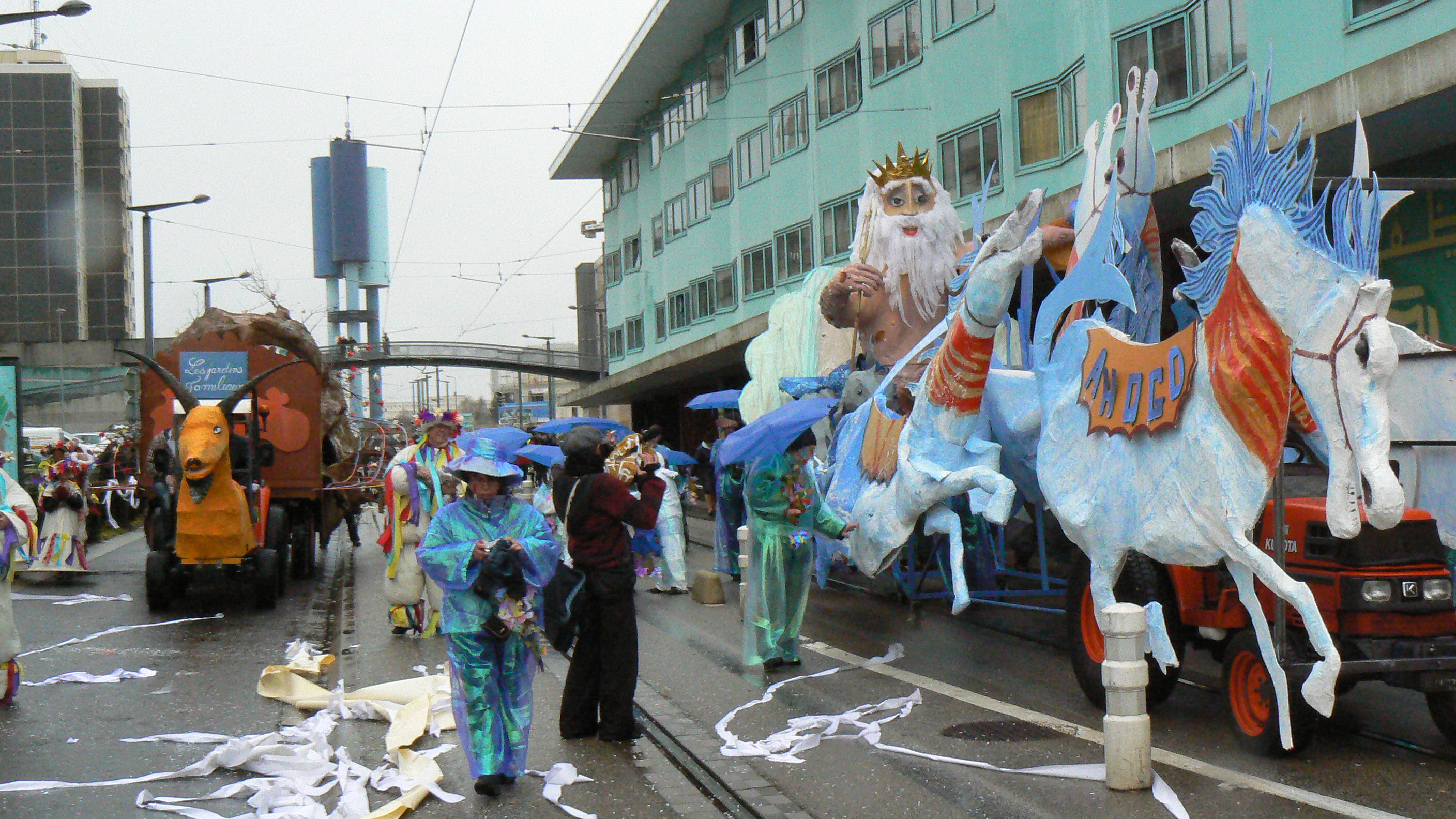
Le carnaval 2008.

- Festival de bande dessinée Des Planches et des Vaches organisé par l'association Artefact Prod. Il accueille plus de 2 500 visiteurs chaque premier week-end d'avril et a fêté ses dix ans en avril 2011.
- Festival de Beauregard : concerts dans le cadre du parc du château de Beauregard (1re édition en juillet 2009). L'édition 2012 a été estimée à plus de 50 000 spectateurs et entre 88 000 et 90 000 spectateurs en 2016[82].
- Fête des communautés : rassemblement dans le parc de Beauregard (auparavant il se déroulait sur la place de l'Europe). L'originalité de cet événement tient principalement en ce que les diverses communautés présentes dans la ville (européennes, africaines, asiatiques…) tiennent chacune un stand et font découvrir aux visiteurs leurs spécialités culinaires[83]. La trente-cinquième édition en 2013 a rassemblé près de 5 000 visiteurs[84].
- Fête du Soleil : déclinaison locale de la fête de la musique, mais à destination des familles.
- Fête des Associations.

### Vie associative
La vie associative est très dense à Hérouville-Saint-Clair, étant un élément important de lien social, et selon des thématiques très diverses.

### Sports
Le sport a bénéficié longtemps de lourds investissements, les nombreux équipements en témoignent : terrains de sport, piscine, etc.
L'avenir des terrains de l'ASPTT (terrains de sport, équipements de tennis) est sombre, le terrain étant promis aux promoteurs.
- L'équipe de waterpolo du club des Marsouins d'Hérouville évolue en N2[85] depuis 2009. La formation des jeunes reste une priorité pour cette équipe phare de la ville avec, notamment, la présence en équipe de France de Quentin Chipotel, ancien pensionnaire du club qui évolue désormais à Montpellier[86].
- Football : le Sporting club hérouvillais fait évoluer trois équipes seniors, deux en ligue de Basse-Normandie, une troisième en division de district. Son équipe de futsal évolue en Championnat de France, le plus niveau national[87]. L'Amitié turque Dostlukspor Hérouville fait évoluer une équipe de football en ligue de Basse-Normandie et une deuxième équipe en division de district[88].
- Les Dragons d'Hérouville (football américain).
- Le Rugby club hérouvillais, champion de Normandie 2e série en 2008, champion de Normandie Promotion d'honneur en 2011, puis champion honneur du championnat territorial en 2012 du comité de Normandie de rugby, il participe au championnat de France lui permettant de participer au Championnat de France de 3e division fédérale 2012-2013. L'école de rugby est ouverte pour les jeunes à partir de cinq ans. Les seniors et les jeunes évoluent sur le stade Montmorency.
- Hérouville basket club qui évolue avec une équipe de senior féminine dans le championnat nationale 3 et dans le championnat de pré-nationale avec la première équipe de senior masculine ainsi que dans le championnat régional avec ses équipes jeunes.
- Hérouville Handball avec de nombreuses équipes inscrites.

## Personnalités liées à la commune
- Jean-Baptiste Colbert (1619-1683), ministre de Louis XIV, a possédé la seigneurie d'Hérouville.
- Henry de Magneville (1771-1847), géologue et botaniste, membre de l'Académie des sciences, arts et belles-lettres de Caen, président de la Société des antiquaires de Normandie, maire d'Hérouville de 1806 à 1826[89].
- François Geindre (1946-2023), maire d'Hérouville-Saint-Clair de 1971 à 2001.
- Rodolphe Thomas (né en 1962), maire d'Hérouville-Saint-Clair depuis 2001.
- Skread (né en 1981), musicien, producteur musical, compositeur d'Orelsan, est originaire d'Hérouville.
- Raphäl Yem (né en 1981), journaliste et présentateur TV, notamment sur MTV France[90] et dans l'émission On n'est plus des pigeons !
- Jérémy Sorbon (né en 1983), joueur du Stade Malherbe de Caen, a vécu à Hérouville.
- Malika Ménard (née en 1987), Miss Calvados 2009 pour Miss France, Miss Normandie 2009 pour Miss France, Miss France 2010, a vécu à Hérouville.
- Youssef El-Arabi (né en 1988), joueur du Stade Malherbe de Caen puis du Al-Hilal FC (Arabie saoudite), international marocain, a joué au SC Hérouville.
- Prince Oniangué (né en 1988), joueur du Stade Malherbe de Caen, a évolué au SC Hérouville.
- Fabien Taillefer (né en 1989), ancien cycliste professionnel, est originaire d'Hérouville.

### Héraldique
Propriétaires successifs de la seigneurie :
- Laurent Le Forestier : D'azur à trois gerbes d'or.
- Gabriel Morel : D'argent au cheval gay (sans harnachement) de sable à un chef d'azur, chargé d'un croissant d'or au milieu de deux molettes d'or.
- Seigneurs d'Hérouville : De gueules à deux jumelles d'argent.
- Colbert : D'or à une couleuvre ondoyante en pal d'azur.
- Montmorency : D'or à la croix de gueules cantonnée de seize alérions de sable[91].
- Montmorency-Luxembourg : D'argent au lion de gueules couronné d'or, la queue nouée et fourchée passée en sautoir.

Laurent Leforestier.
Gabriel Morel.
Seigneurs d'Hérouville.
Colbert.
Montmorency.
Montmorency-Luxembourg.